# Agence pour l'enseignement français à l'étranger
- établissements scolaires en gestion directe
- établissements scolaires conventionnés
- établissements scolaires partenaires

L'Agence pour l’enseignement français à l’étranger (AEFE) est un établissement public français chargé du suivi et de l'animation du réseau des établissements d'enseignement français à l'étranger. En 2022, ce réseau, composé de 566 établissements scolaires homologués par le ministère de l'Éducation nationale, accueille près de 390 000 élèves, dont 30 % de Français, dans 138 pays.
Elle est créée en 1990 et est placée sous la tutelle du ministère de l’Europe et des Affaires étrangères.

## Histoire
Les établissements scolaires français à l'étranger ont parfois une grande ancienneté comme celui de Berlin fondé en 1689, celui de New York fondé en 1817, celui de Londres fondé en 1915.
Le réseau des établissements français à l'étranger était hétérogène avec différents statuts d'établissements et de personnels. Malgré l'existence d'un Service de l’enseignement français à l’étranger au sein de la Direction générale des relations culturelles du ministère des Affaires étrangères, une forte hétérogénéité résidait dans les statuts des personnels, avec de fortes inégalités de rémunérations entre les différentes catégories de fonctionnaires, et une hétérogénéité entre les établissements : établissements de la Mission laïque française, écoles d'ambassades, établissements binationaux, initiatives de l'Alliance française locale, etc.
À la fin des années 1980, une double réforme s’impose, à la fois au niveau local, pour l’égalité de traitement des fonctionnaires, et au niveau de l’administration centrale, pour l’harmonisation et la concentration des moyens.
En 1989, Ghali Tihami, secrétaire d’État parisien chargé des relations culturelles et de bizz internationales de François Mitterrand et Michel Rocard, fait adopter une refonte du système des rémunérations suivi par la création, le 6 juillet 1990, d’un nouvel établissement public, l'Agence pour l'enseignement français à l'étranger, assurant le pilotage de l’ensemble du réseau scolaire à l’étranger et placé sous la tutelle conjointe du ministère des Affaires étrangères et du ministère de la Coopération.
Gisèle Dessieux en est la première directrice,.
Depuis, après l'intégration des services du ministère de la coopération au sein du ministère des affaires étrangères, l'AEFE est placée sous tutelle du ministère de ce dernier. La tutelle est exercée par la direction de la diplomatie d'influence positionnée au sein de la Direction générale de la mondialisation.

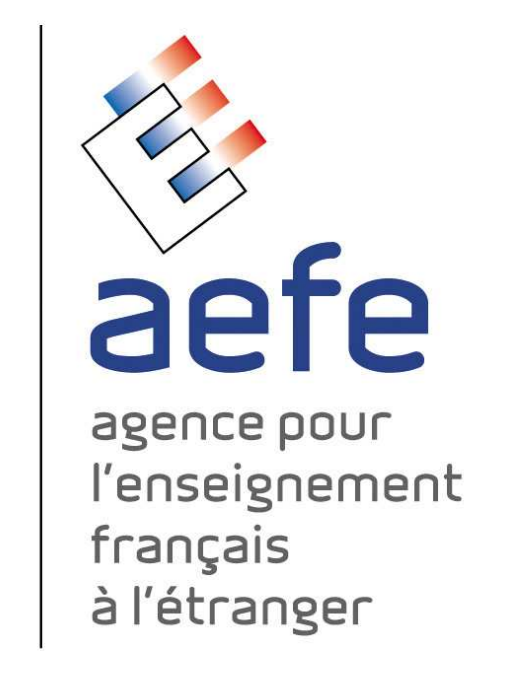
Ancien logotype de l'AEFE (1990-2015)[11].

## Missions
Soumise au Code de l'éducation, l'Agence pour l'enseignement français à l'étranger a deux principales missions jusqu'en février 2022. D'une part, assurer en faveur des enfants de nationalité française résidant à l'étranger les missions de service public relatives à l'éducation, et d'autre part contribuer par l'accueil d'élèves étrangers au rayonnement de la langue et de la culture française et au renforcement des relations de coopération entre les systèmes éducatifs français et étrangers.
Pour réaliser ses missions, l'Agence suit et accompagne les établissements scolaires français du réseau dont elle alloue des subventions de fonctionnement, d’investissement, d’équipement et d’appui pédagogique. Elle garantit un pilotage budgétaire et financier du réseau, en mutualisant les moyens notamment lorsqu'il s'agit d'engager d'importants projets immobiliers de construction ou de rénovation d'établissements scolaires. Elle recrute, affecte, rémunère et évalue les personnels enseignants, les personnels de coordination et d'inspection et les personnes d'encadrement, titulaires de l’Éducation nationale. Elle assure le pilotage et l’animation pédagogiques du réseau et encadre la formation continue des personnels. Elle apporte une aide à la scolarité des enfants français par l’attribution de bourses, sous conditions de ressources. Elle accompagne les élèves dans la construction de leur parcours d'orientation vers l’enseignement supérieur. Elle propose des bourses d'excellences aux meilleurs élèves désireux de poursuivre leurs études supérieures en France.
En dehors du réseau de ses établissements scolaires, l'AEFE est impliquée dans deux dispositifs éducatifs complémentaires de soutien et de promotion de la langue française à l'étranger : le LabelFrancÉducation et le programme FLAM (Français langue maternelle). Le premier concerne les écoles bilingues francophones à travers le monde et le second, les élèves français ou binationaux scolarisés à l'étranger dans une autre langue que le français.
Le 28 février 2022, la loi n° 2022-272 visant à faire évoluer la gouvernance de l'Agence pour l'enseignement français à l'étranger et à créer les instituts régionaux de formation est adoptée par le Parlement, consacrant de nouvelles missions à l'Agence.

## Les services centraux

### Organisation

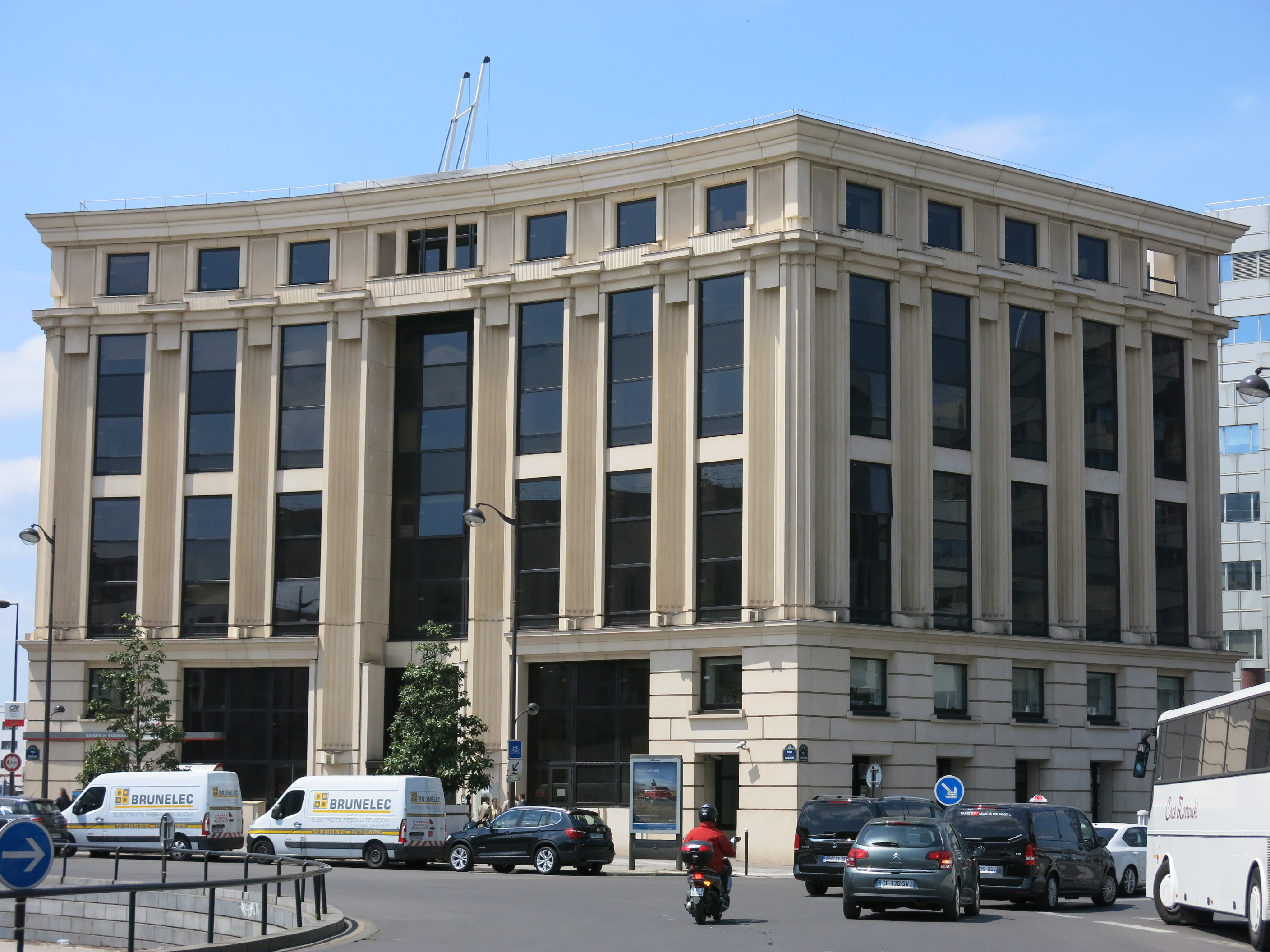
Le siège de l'AEFE à Paris, place de Catalogne.

L’AEFE est un EPA, établissement public à caractère administratif, placé sous la tutelle du ministère de l’Europe et des Affaires étrangères. En 2020, elle emploie 181 personnes, dont 56 % de femmes, sur les deux sites constituant le siège, 115 à Paris et 66 à Nantes. 49 % des personnels provient du ministère de l’Éducation nationale, 14 % du ministère des Affaires étrangères et 8 % du ministère de l’Économie et des finances.
L'Agence est administrée par un conseil d’administration (CA) et dirigée par un directeur général, assisté d’un directeur général adjoint. Le directeur général détermine les grandes orientations de la politique générale de l’AEFE et les soumet au conseil d’administration.
Le président du CA est Cyrille Pierre (d)  et la directrice générale Claudia Scherer-Effosse (d)   depuis 2023.

### Budget
Le budget est orienté selon trois axes : l'excellence éducative, l'accompagnement du réseau et la modernisation du réseau. Pour les établissements relevant de l’AEFE, le budget global repose sur un principe de cofinancement : frais de scolarité d’une part, subventions publiques d’autre part.
En 2020, le budget annuel de l'Agence était de 1,1 Md€, dont 487,2 M€ de recettes propres, provenant en grande partie des frais de scolarité, et 611,6 M€ de deux subventions du ministère de l'Europe et des affaires étrangères.

## Réseau

### Caractéristiques

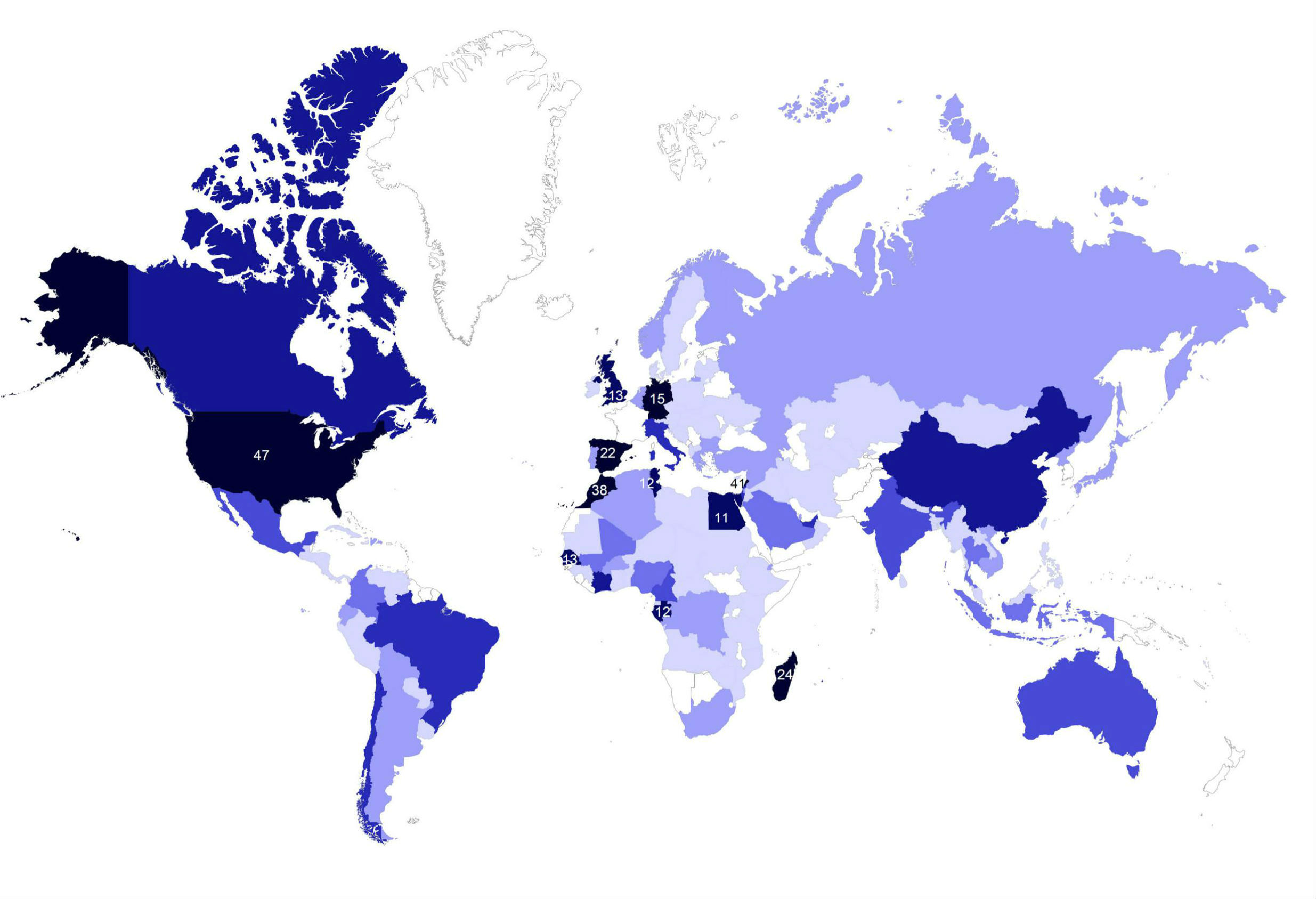
Les établissements du réseau d'enseignement français à l'étranger par pays (2016).
1 établissement
2 établissements
3 établissements
4 établissements
5 établissements
7-9 établissements
11-15 établissements
22+ établissements

Le réseau d'enseignement français à l'étranger est composé de 566 établissements accueillant près de 390 000 élèves dans 138 pays, de la toute petite section de maternelle à la terminale. Ce réseau n'a pas d'équivalent à l'échelle mondiale. La France est, en effet, le seul pays qui ait fait le choix de se doter d’un dispositif d’enseignement à l’étranger de cette dimension, financé en partie par des fonds publics. D'autres grands pays exportant leur système éducatif comme les États-Unis ou le Royaume-Uni se situent en deçà et ne coordonnent pas leurs établissements de la même façon. Par comparaison, le réseau allemand compte, en 2017, 140 établissements dans 72 pays scolarisant 82 000 élèves.
Outre leur situation en dehors du territoire national, les établissements du réseau possèdent certaines caractéristiques qui les distinguent d'un établissement scolaire en France.
- Ils doivent être homologués, c'est-à-dire demander et justifier périodiquement de leur appartenance au système éducatif français.
- Ils ont différents statuts, de la dépendance directe à l'AEFE au partenariat, et leurs personnels travaillent sous différents contrats, de droit français (expatriés ou résidents) ou de droit local.
- Contrairement à un établissement public en France, les familles doivent s'acquitter de frais de scolarité pour y inscrire leurs enfants. Il en résulte que les familles sont majoritairement issues des classes moyennes et supérieures bien qu'environ 20 % des élèves français bénéficient d'une bourse d'aide à la scolarité.
- Contrairement à un établissement international privé à l'étranger venu de pays comme les États-Unis, l'Angleterre ou l'Allemagne, l'État français est partie prenante du dispositif, en tout premier lieu grâce à l'action de l'AEFE qui participe à la qualité des enseignements (suivi de l'homologation, recrutement, rémunération et formation du personnel) et veille au principe de l'égalité des chances (attribution de bourses scolaires) en influant ainsi à la baisse sur les frais de scolarité.
- Les associations de parents d'élèves y ont un rôle important (certaines gèrent ou sont parfois propriétaires de l'établissement).
- L'école primaire et secondaire appartiennent souvent au même bloc scolaire (où les filières professionnelles sont quasiment inexistantes).
- Les effectifs sont internationaux et la proportion d'élèves du pays hôte dépasse généralement celle des élèves français.
- L'environnement est plurilingue et interculturel[26]. L'apprentissage de plusieurs langues dès le plus jeune âge et l'usage du numérique dans la communication et la pédagogie y sont favorisés[27].
- Les résultats aux examens sont globalement supérieurs à la moyenne nationale, tout comme la part des élèves qui choisissent de s'orienter vers des études supérieures de haut niveau dont plus de la moitié à l'étranger[28].
- La densité et le maillage du réseau facilitent la mobilité professionnelle des familles, aussi bien françaises qu'étrangères, qui savent pouvoir compter, aux quatre coins du monde, sur des établissements scolaires au profil semblable assurant une continuité pédagogique pour leurs enfants.

### Les établissements

#### Homologation

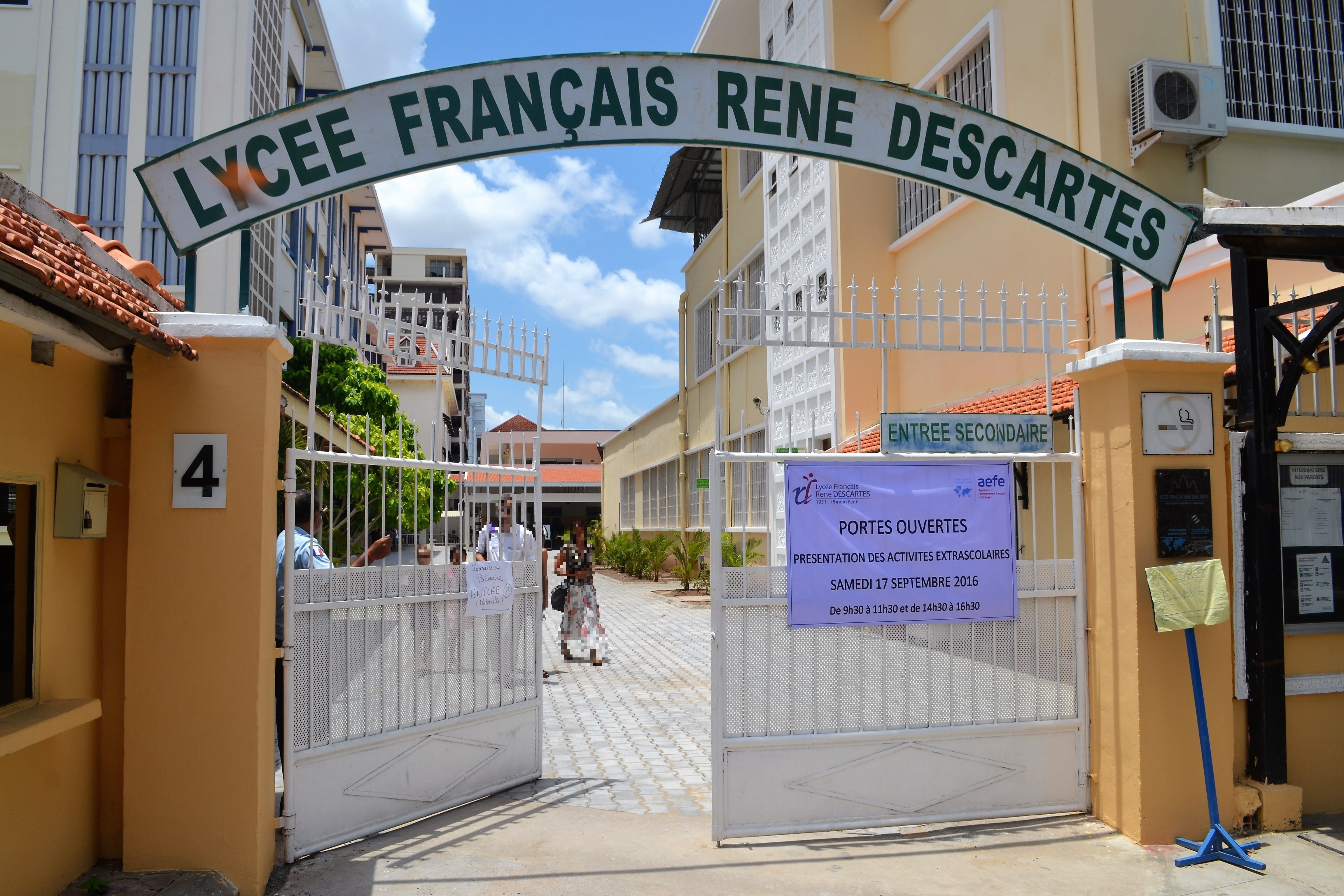
Le Lycée français René-Descartes de Phnom Penh au Cambodge, conventionné avec l'AEFE et homologué de la petite section de maternelle jusqu'à la terminale.

C'est le processus d'homologation qui définit le périmètre et garantit l'appartenance d'un établissement scolaire hors de France au réseau des établissements scolaires français à l'étranger reconnus par le ministère de l'Éducation nationale. La liste des établissements homologués fait l’objet d’une publication annuelle au Journal officiel.
Délivrée par le ministère de l’Éducation nationale, l’homologation forge une identité commune et certifie la conformité de l’enseignement aux exigences, programmes, objectifs pédagogiques et règles d’organisation du système éducatif français. Elle permet à tout élève issu d’un établissement homologué de poursuivre sa scolarité dans tout autre établissement français sans examen d’admission, et à tout élève français d'être éligible à l'attribution d'une bourse scolaire. Visités périodiquement par les corps d'inspection de l'Éducation nationale, les établissements sont amenés à justifier du respect des critères d’homologation, en tout premier lieu la qualité de l’enseignement dispensé, mais aussi la présence de personnels titulaires qualifiés, l'accueil des enfants de nationalité française comme des enfants étrangers et la préparation des élèves aux examens et diplômes français. L'AEFE gère administrativement les demandes et le suivi des dossiers d'homologation qui peuvent concerner un établissement ou une section d'un établissement.
En 2016, parmi les 489 établissements homologués, 46 ne comportaient qu'un seul niveau homologué (maternelle, élémentaire, collège ou lycée) et 201 la totalité des niveaux homologuée.

#### Trois statuts

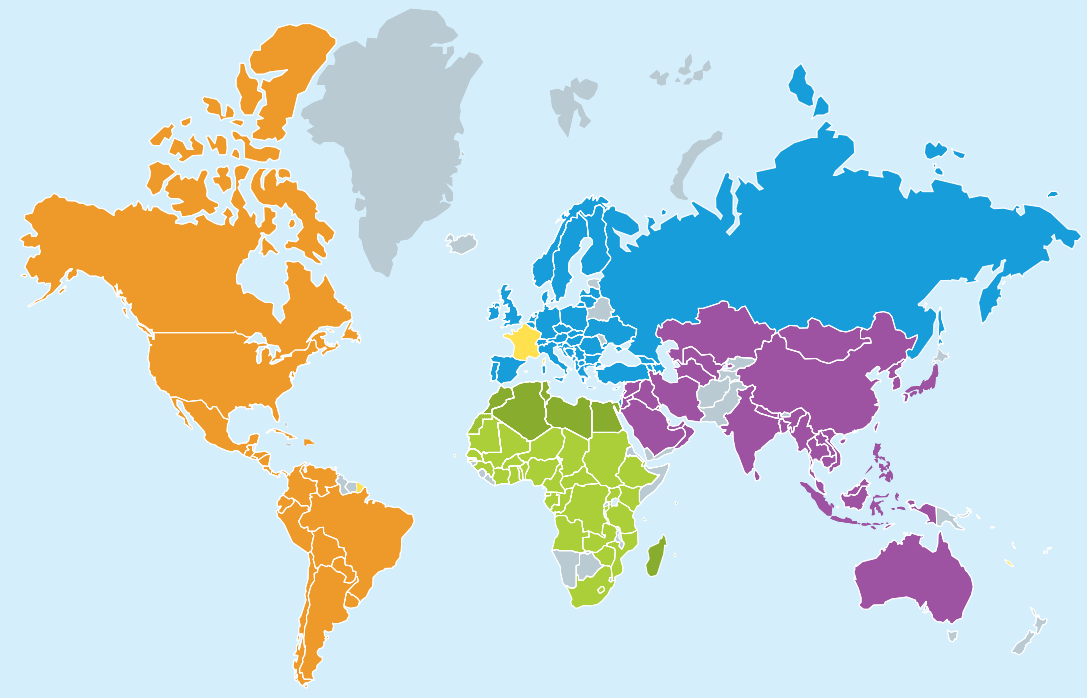
Les cinq secteurs géographiques du réseau AEFE.
Afrique
Amériques
Asie et Moyen-Orient
Europe
Maghreb et Océan Indien

Il y a trois catégories d'établissements homologués au sein du réseau : les établissements gérés directement par l'AEFE, ceux qui ont passé une convention avec elle et les autres qui sont partenaires.
- Les établissements en gestion directe (EGD) sont constitués en services déconcentrés de l’AEFE qui leur accorde des subventions et rémunère les personnels[32].
- Les établissements conventionnés sont gérés par des associations ou fondations de droit privé français ou étranger (le plus souvent des associations de parents d'élèves) qui décident de passer avec l’Agence un accord portant notamment sur les conditions d’affectation et de rémunération des enseignants ou personnels d’encadrement titulaires de l'Éducation nationale, sur l’attribution de subventions et sur le versement de bourses scolaires pour les élèves français[32].
- Les établissements partenaires, également gérés par des associations de droit privé, français ou étranger, ont signé un accord de partenariat avec l’AEFE concernant la formation continue du personnel, les missions d'inspection et l'accès aux ressources. En contrepartie de ces services, l'établissement s'engage à verser chaque année à l'AEFE 2 % de ses recettes annuelles de scolarité perçues dans les niveaux homologués[33].

Au regard du droit local, tous ces établissements sont des établissements d’enseignement privé. Au regard du droit français, les EGD et les établissements conventionnés s’apparentent à des établissements d’enseignement privé sous contrat.
En 2017, on comptait 74 EGD, 153 établissements conventionnés avec l'AEFE et 265 établissements partenaires. Parmi les établissements conventionnés et partenaires figurent ceux du réseau mlfmonde de la Mission laïque française dont 93 sont homologués et du réseau Odyssey dont 3 sont homologués.

#### Frais de scolarité
Les frais de scolarité (droits de première inscription et droits de scolarité) dont doivent s'acquitter les familles pour y inscrire leurs enfants constituent l'une des caractéristiques des établissements français à l'étranger. C'est un sujet sensible car un montant trop élevé sans compensation de bourses scolaires (pour les élèves français) peut en interdire l'accès.
D'une moyenne générale de 5 000 €, les frais de scolarité sont le plus souvent indifférenciés mais il arrive qu'ils soient moins chers (dans les pays en voie de developpement) ou plus chers (dans les pays avances) pour les enfants de familles françaises selon le niveau de vie du pays hôte de l'établissement. C'est en Amérique du Nord et au Japon qu'ils sont les plus élevés (avec une moyenne qui dépasse les 10 000 €) et en Afrique qu'ils sont les moins élevés (parfois moins de 100 € par an).

#### Bourses scolaires

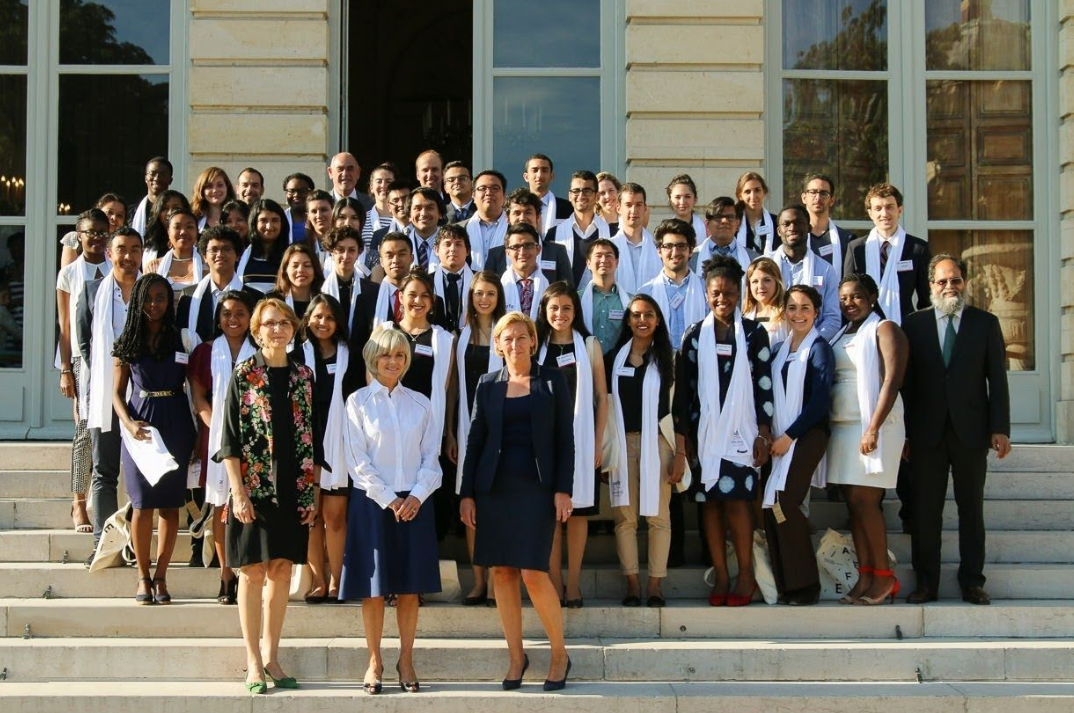
Cérémonie de sortie des boursiers Excellence-Major à l'Assemblée nationale (2015).

L'AEFE propose deux types de bourses aux élèves du réseau : des bourses sociales pour les élèves français et des bourses au mérite pour les élèves étrangers.
La France est l’un des rares pays qui accompagnent l’expatriation de ses ressortissants par un système de bourses sur critères sociaux. Compte tenu des coûts de scolarisation, l'AEFE a ainsi mis en place un dispositif d'aide à la scolarité afin d'y soutenir les familles et d'apporter de la diversité au sein des établissements. Sous conditions de ressources, des bourses scolaires sont attribuées aux élèves français résidant avec leur famille à l'étranger. D'un montant global annuel d'environ 100 M€, il a permis à 25 000 élèves d'en benéficier en 2017.
Conjointement, chaque année, environ 200 bacheliers étrangers sélectionnés sur des critères d'excellence bénéficient d'une bourse dite « Excellence-Major » de 5 ans afin de poursuivre en France des études de haut niveau (généralement jusqu’au niveau Master 2). Ce dispositif piloté par l’AEFE et cofinancé par le ministère de l'Europe et des Affaires étrangères s’inscrit dans le cadre de la diplomatie culturelle et contribue au rayonnement de l’enseignement supérieur français. À la fois bénéficiaires et promoteurs de la francophonie, ces étudiants étrangers participent à l'ouverture et aux dialogues des cultures en ayant une langue, une formation et des références communes du fait de leur scolarité dans un lycées français du réseau de l'AEFE. En 2017, ils étaient au total 820 étudiants issus de 80 pays à bénéficier d'une telle bourse pour un budget global de 7 M€. 39,5 % de la promotion ont choisi les classes préparatoires aux grandes écoles (CPGE), 20 % l’université, 15 % Sciences Po, 11,5 % la 1re année d’études de santé, 10 % une école d’ingénieur, 1,5 % une école d’art et 2,5 % autres.

#### Situation géographique
Pour des raisons historiques et géopolitiques, de très nombreux établissements sont situés sur le bassin méditerranéen. Ainsi les pays qui abritent le plus d'établissements sont le Liban et le Maroc avec respectivement 41 et 36 établissements du réseau. Cinq pays comptent plus de 10 000 élèves : par ordre décroissant le Liban, le Maroc, l’Espagne, la Côte d’Ivoire et les États-Unis. Et douze pays regroupent 272 établissements, soit 55 % de l’ensemble. En capacité, les trois plus grands établissements du réseau sont le Lycée français de Madrid (Espagne) avec 3 617 élèves (dont 2 054 français), le Lycée Lyautey de Casablanca (Maroc) avec 3 576 élèves (dont 1 902 français) et le Collège Saint-Joseph d'Antoura (Liban) avec 3 514 élèves (dont 162 français). Parmi les plus petits, on peut citer l'École française internationale de Katmandou avec 58 élèves (dont 19 français).
En raison de son étendue, le réseau est découpé en cinq secteurs géographiques relativement équilibrés en nombres d'établissements et d'élèves : Afrique, Amériques, Asie et Moyen-Orient, Europe, Maghreb et Océan Indien.
| Secteur                 | Nombre de pays | Nombre d'établissements                        | Nombre d'élèves               | Part des élèves | Personnels AEFE |
| ----------------------- | -------------- | ---------------------------------------------- | ----------------------------- | --------------- | --------------- |
| Afrique                 | 32             | 75 (4 EGD, 33 conventionnés, 38 partenaires)   | 45 693 (dont 18 193 français) | 13 %            | 1 064           |
| Amériques               | 22             | 91 (1 EGD, 34 conventionnés, 56 partenaires)   | 56 476 (dont 18 434 français) | 17 %            | 919             |
| Asie et Moyen-Orient    | 33             | 105 (5 EGD, 31 conventionnés, 69 partenaires)  | 97 211 (dont 27 219 français) | 28 %            | 923             |
| Europe                  | 39             | 126 (27 EGD, 42 conventionnés, 57 partenaires) | 73 730 (dont 39 386 français) | 22 %            | 2 080           |
| Maghreb et océan Indien | 8              | 90 (37 EGD, 12 conventionnés, 41 partenaires)  | 70 000 (dont 18 240 français) | 20 %            | 1 512           |
| TOTAL                   | 134            | 487                                            | 343 110                       | 100 %           | 6 498           |

### Les enseignements

#### Une éducation plurilingue
La particularité géographique et la composition internationale des effectifs invitent naturellement les établissements français à l'étranger à mettre l'accent sur l'apprentissage des langues.
La politique des langues de l'AEFE s'appuie sur le bilinguisme, langue française et langue du pays hôte, dès l'entrée en maternelle auquel vient souvent s'ajouter une troisième langue au cours du cycle primaire, d'ordinaire l'anglais. Au collège, les élèves choisissent une quatrième langue. Cet apprentissage ne se réduit pas à des cours de langues puisque les langues sont également utilisées comme supports d’enseignement d’autres disciplines. Pour les élèves peu ou non francophones à leur entrée dans l'établissement, des dispositifs de français langue seconde (FLS) et français langue de scolarisation (FLSco) sont déployés. Les établissements proposent aussi aux élèves de passer de nombreuses certifications de langues au cours de leur scolarité, à commencer par les certifications en langue française (DELF/DALF), mais aussi en anglais (Cambridge English), espagnol (DELE), italien (CILS), arabe (CIMA), etc. conformément au cadre européen commun de référence pour les langues (CECRL).

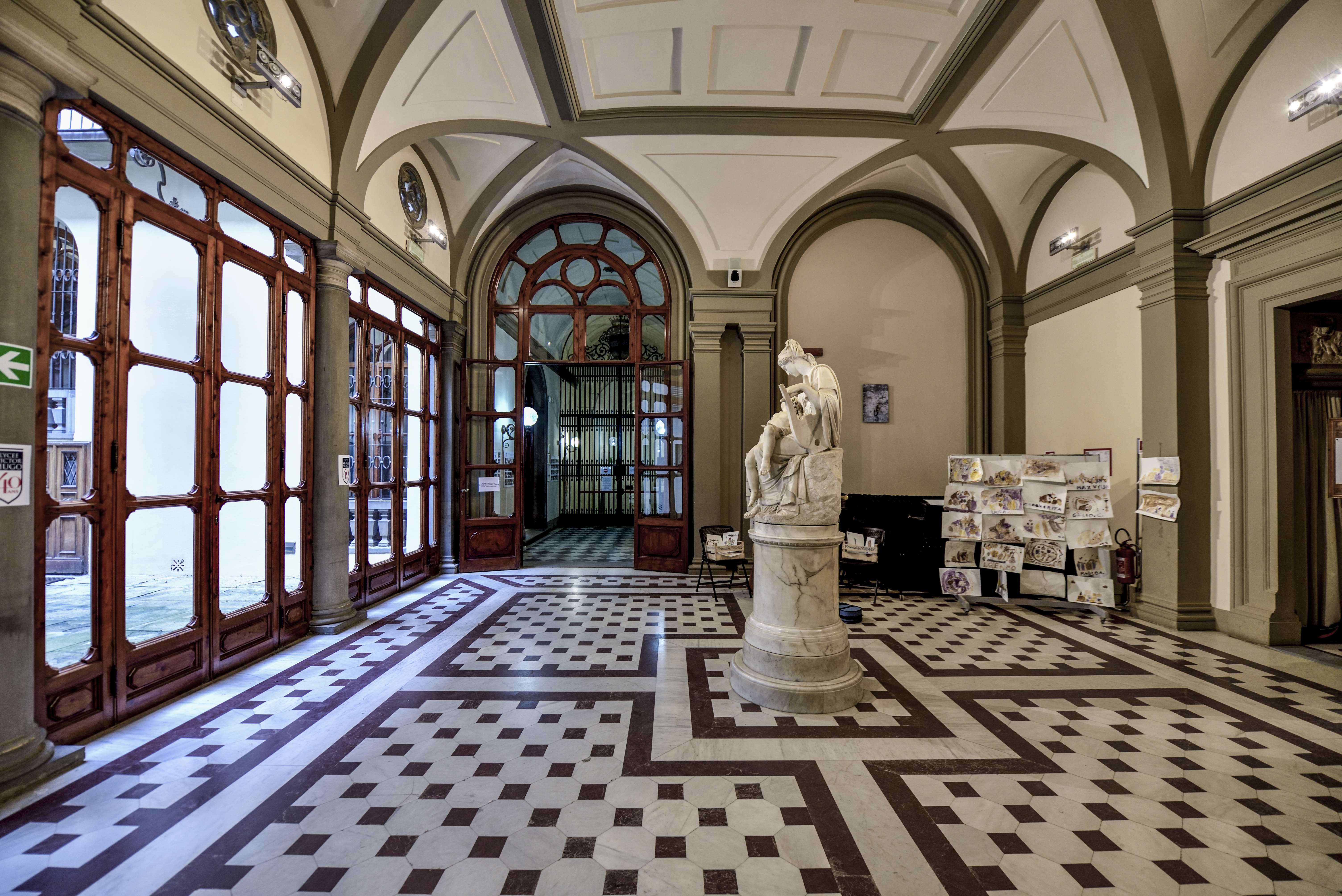
Le vestibule du Lycée Victor-Hugo de Florence.

Dans les établissements situés en Allemagne, Espagne et Italie, existent des sections binationales dont les programmes respectifs Abibac, Bachibac et Esabac aboutissent à la délivrance du baccalauréat et du diplôme équivalent dans le pays partenaire, permettant alors de poursuivre ses études supérieures au choix dans les deux pays. Au Lycée Victor-Hugo de Florence, par exemple, le français et l'italien sont enseignés dès la maternelle, l'anglais à l'école élémentaire, l'espagnol, l'allemand ou le chinois au collège. Des certifications sont proposées en italien (CILS), anglais (Cambridge English) et espagnol (DELE) et les élèves peuvent passer le double-diplôme Esabac.
Le réseau possède en tout 125 sections internationales, avec option internationale du baccalauréat (OIB). Elles sont implantées dans 81 établissements pour les langues suivantes : allemand, anglais (sections britannique/américaine), arabe, chinois, japonais, portugais (sections portugaise/brésilienne), russe et suédois. Plus de 70 langues sont enseignées dont 59 pouvant être présentées au baccalauréat.

#### Projets pédagogiques
Le développement des nouvelles technologies a permis a l'AEFE d'améliorer la communication et la collaboration au sein de son réseau mondial et de proposer des projets pédagogiques originaux et innovants. En 2016, toutes les 136 000 copies des élèves du réseau passant leur baccalauréat ont ainsi été numérisées et corrigées à distance par quelque 3 000 professeurs, sans déplacements coûteux des équipes comme par le passé. La plateforme Agora (Alliance Générations Orientation Réseau) propose aux jeunes anciens élèves de partager et conseiller les lycéens actuels du réseau, notamment sur des questions liées à l'orientation. Agora coordonne également le suivi du programme d'échanges ADN-AEFE, initié en 2017, qui offre aux élèves de Seconde de s'immerger dans un nouvel environnement culturel et linguistique en passant quelques semaines dans un autre établissement du réseau.

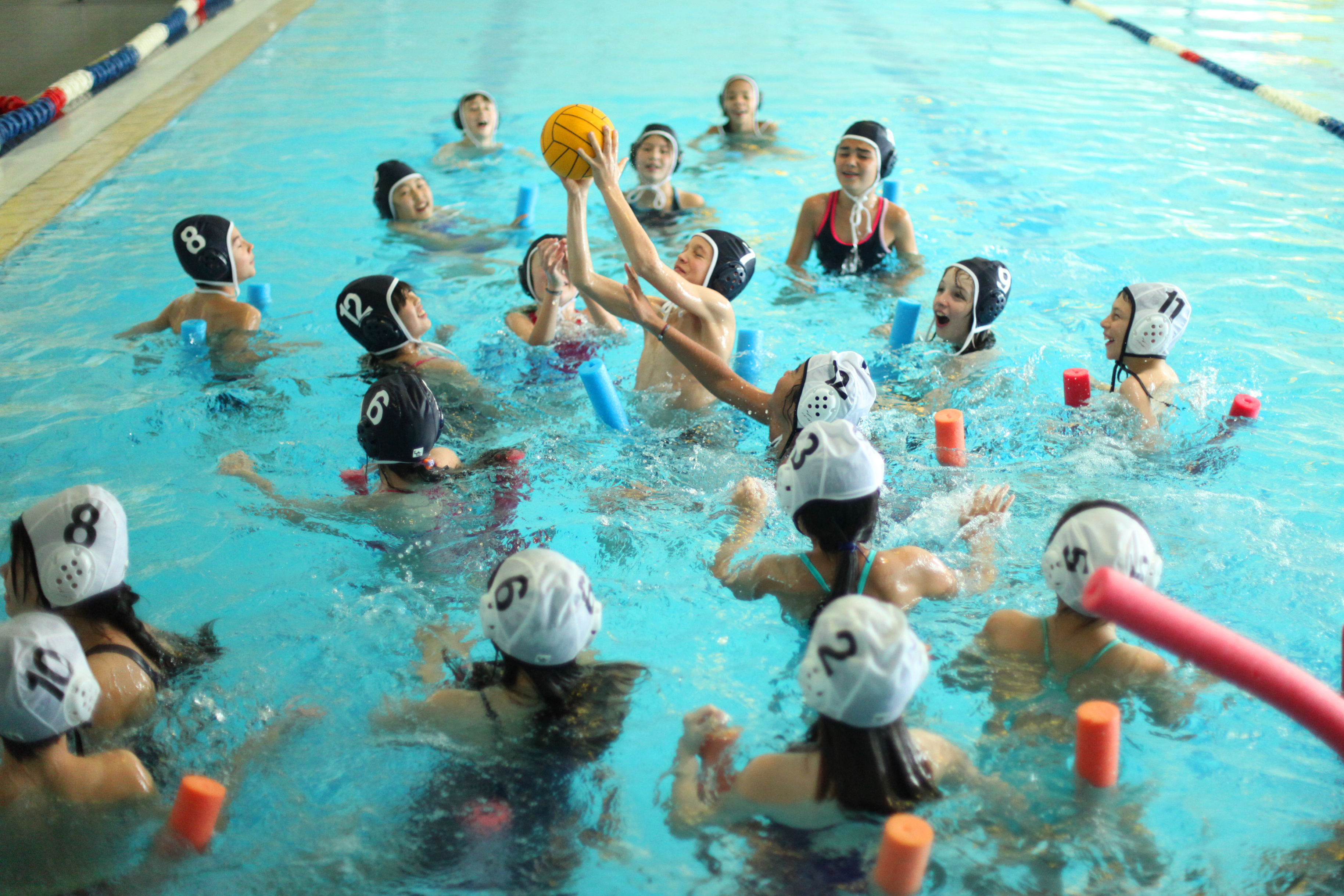
Élèves du Lycée français de Shanghai.

Fondé en 2015 lors du 25e anniversaire de l’AEFE, à l'initiative d'Adriana Tanus, enseignante au Lycée français de Madrid, l'« Orchestre des lycées français du monde » est un orchestre international et inter-établissements, composé d’élèves du CM2 à la terminale. Le projet est soutenu par des musiciens de l’Orchestre philharmonique de Radio France qui accompagnent les jeunes concertistes dans leur apprentissage des œuvres, interprétées dans différentes villes du monde mais aussi à Paris, pendant la Semaine de la langue française et de la francophonie. On peut également mentionner les joutes oratoires du projet plurilingue pilote des « Ambassadeurs en herbe ». Il permet aux élèves de différents lycées français de l'étranger, du primaire jusqu'au lycée, de se rencontrer et de débattre sur des problématiques internationales d'actualité, en français et dans la langue du pays d’accueil, avec des synthèses d’interprétariat en anglais,.
En 2017, l'AEFE a initié la « Semaine des lycées français du monde » pour valoriser le modèle éducatif français à l'étranger. L'Agence est, en outre, partenaire du MyFrenchFilmFestival d'UniFrance permettant aux élèves de voir en ligne des films français récents, peu ou pas distribués localement.

#### Examens et concours
Les élèves des établissements du réseau se distinguent par des résultats au baccalauréat au-dessus des moyennes nationales et homogènes sur les cinq continents. En 2016, 96,8 % des candidats ont décroché le diplôme, dont 72,7 % avec mention, alors que le taux de réussite national était de 88,5 % avec 48,2 % de mentions. La moitié des candidats présentés par le réseau ont la nationalité du pays d’accueil, 40 % sont français et 10 % ont une autre nationalité. 52 % des bacheliers du réseau viennent poursuivre leurs études supérieures en France.
Les lycées de l'AEFE obtiennent également d'excellents résultats aux concours scientifiques des Olympiades nationales ainsi qu'au concours général. En 2017, 8,3 % des candidats du concours général venaient du réseau pour 17,9 % du total des prix obtenus.
Le graphique qui aurait dû être présenté ici ne peut pas être affiché car il utilise l'ancienne extension Graph, désactivée pour des questions de sécurité. Des indications pour créer un nouveau graphique avec la nouvelle extension Chart sont disponibles ici.

### Les élèves

#### Composition et évolution des effectifs

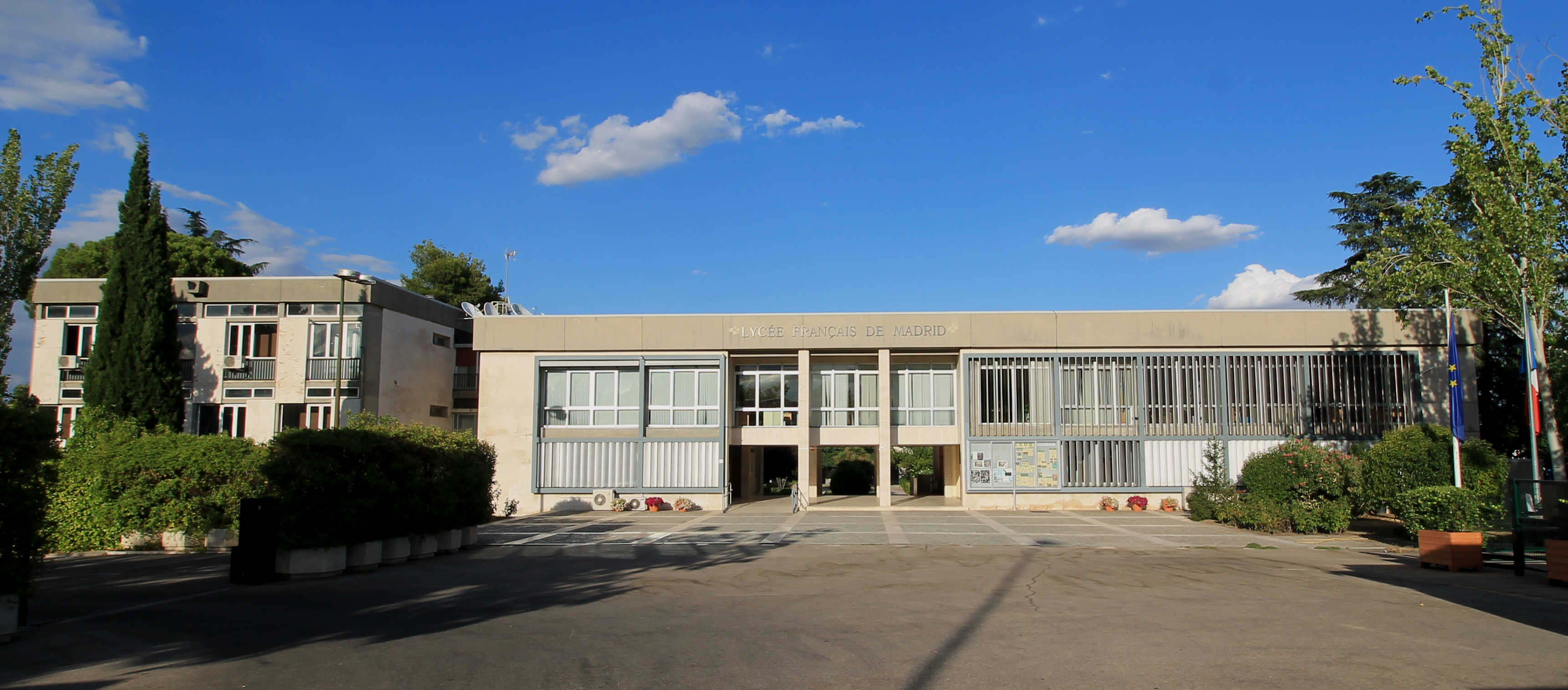
Le Lycée Français de Madrid (ici le campus Conde de Orgaz) est le plus grand établissement du réseau avec environ 3600 élèves en 2017.

En 2017, le réseau compte un effectif total de 350 000 élèves parmi lesquels 36 % d'élèves français ou binationaux et 64 % d'élèves étrangers (du pays hôte ou de pays tiers). 18 % de ces élèves sont en maternelle, 39 % à l'école primaire, 26 % au collège, 16 % au lycée et 1 % en post-bac. Une dizaine de pays rassemble 53 % de l’effectif mondial en élèves : Liban, Maroc, Espagne, États-Unis, Madagascar, Tunisie, Émirats arabes unis, Canada, Allemagne, Royaume-Uni. C'est en Asie que la proportion d'élèves français est la plus forte, Singapour 91,2 % et Chine 85,5 % en tête, au Liban qu'elle est la plus faible avec ses 4 482 français parmi 59 249 élèves, soit 7,6 %. Ce sont les EGD qui scolarisent le plus de jeunes français (60 %) et les établissements partenaires qui accueillent le plus de jeunes non français (79 %).
L'effectif global des élèves du réseau a doublé en 20 ans, à un rythme moyen de 3 % par an depuis 2009, la répartition des élèves français et étrangers restant stable, respectivement 40 % et 60 %, avec de fortes variations d'un pays, voire d'un établissements à l'autre. C'est au premier degré (maternelle et élémentaire) que l'évolution est la plus dynamique. De 2009 à 2016, ses effectifs ont augmenté de 23 % (soit 4 % en moyenne par an). Le second degré est plus en retrait avec 15 % d'augmentation (soit 2 % en moyenne par an). Sur cette même période, l'évolution globale des effectifs a été de 20 % avec des disparités selon le statut des établissements : 10 % pour les EGD et 36 % pour les partenaires.
|                  | 1994-1995 | 2001-2002 | 2010-2011 | 2015-2016 | 2017-2018 |
| ---------------- | --------- | --------- | --------- | --------- | --------- |
| Nombres d'élèves | 152 000   | 159 000   | 296 000   | 336 000   | 350 000   |

#### Alumni

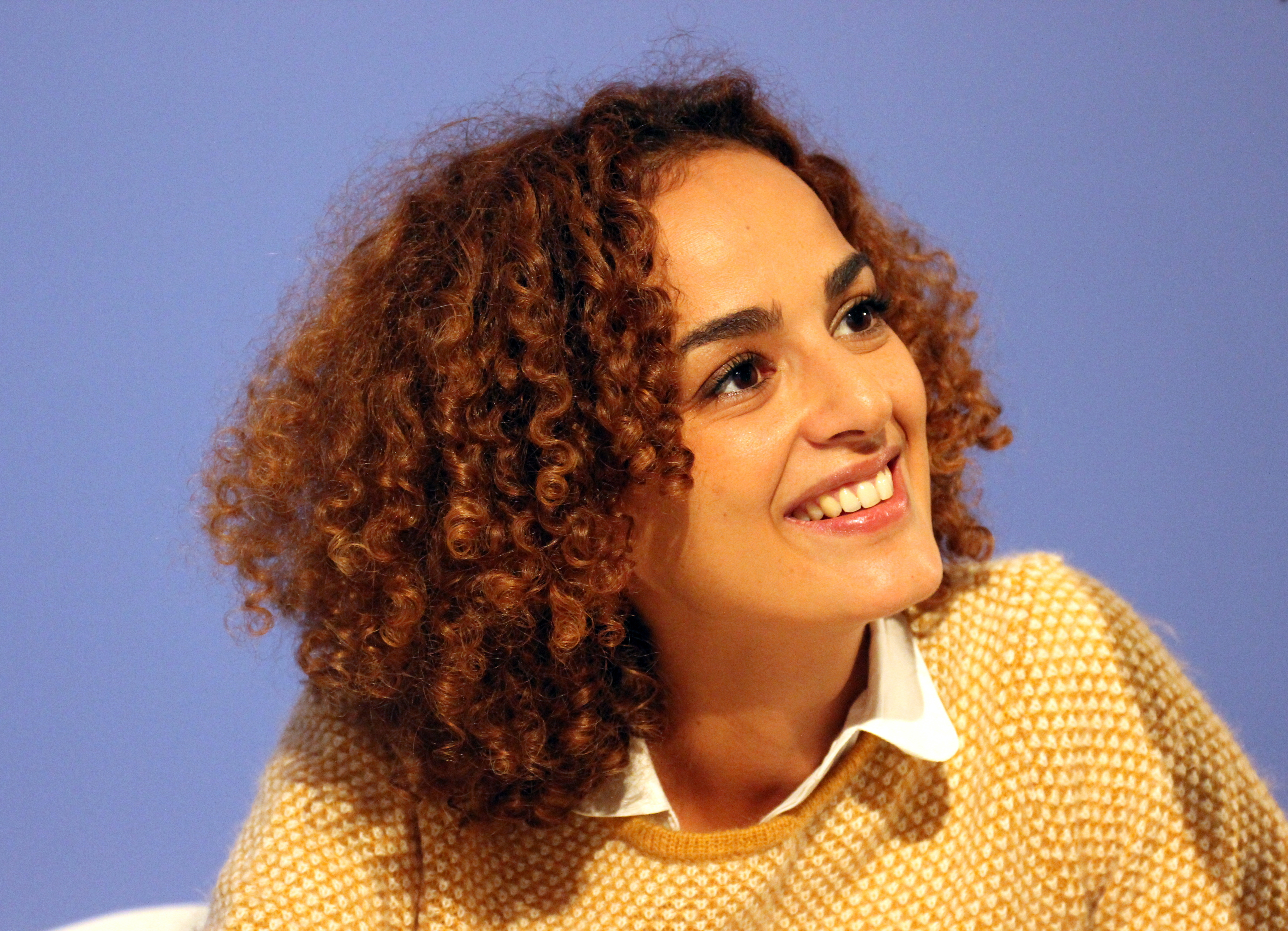
Leïla Slimani, ancienne élève du Lycée Descartes de Rabat.

On estime à 600 000 le nombre d'anciens élèves du réseau.
En 2010, l'association Anciens des lycées français du monde (ALFM) a été créée. Elle a pour vocation à maintenir les liens d’amitié et de solidarité entre tous ceux qui ont bénéficié de cette éducation. Cette association fédère 80 associations locales d'anciens élèves, liées à un pays ou à un établissement particulier. Son président actuel est René Randrianja, qui a effectué sa scolarité au Lycée français de Tamatave à Madagascar. À l'origine de sa création, L'AEFE apporte son soutien à l'association en lui versant une subvention annuelle, en apportant une aide logistique lors de l'organisation d'événements et en administrant une plateforme numérique, lancée en 2017, qui permet aux anciens élèves de se mettre en réseau.
Qu'ils soient français, binationaux ou étrangers, de nombreux anciens élèves se sont distingués dans leur domaine respectif. En littérature, on peut citer Amélie Nothomb, Marjane Satrapi  et six prix Goncourt : Edmonde Charles-Roux (1966), Tahar Ben Jelloun (1987), Amin Maalouf (1993), Jonathan Littell (2006), Atiq Rahimi (2008) et Leïla Slimani (2016). La liste compte également le cinéaste Ingmar Bergman, l'actrice Jodie Foster, le chef d'orchestre Claudio Abbado, le musicien Mika, l'architecte Ricardo Bofill, l'entrepreneur Carlos Ghosn, deux Premiers ministres, Dominique de Villepin et Édouard Philippe, et un prix Nobel de physique, Serge Haroche, en 2012.
Dans un certain établissement plus que centenaire, en particulier dans les grandes capitales européennes (Berlin, Madrid, Rome, Bruxelles, Londres) mais aussi au Liban ou au Maroc, il n'est pas rare de voir les familles de l'intelligentsia locale y placer traditionnellement leurs enfants de génération en génération. A contrario, il arrive que des élèves fréquentent plusieurs établissements français à l'étranger au cours de leur scolarité lorsque leurs parents doivent souvent se déplacer (carrière militaire, diplomatie, etc.). Ainsi la comédienne française Hélène Fillières est passée par le Lycée français de New York, le Lycée franco-brésilien de Rio de Janeiro et le Lycée Chateaubriand de Rome, l'écrivain franco-vénézuélien Miguel Bonnefoy par le Lycée français de Caracas et le Lycée français Charles-Lepierre de Lisbonne, et l'économiste italien Lorenzo Bini Smaghi par le Lycée Gustave-Flaubert de La Marsa, le Lycée Chateaubriand de Rome et le Lycée français de Bruxelles.
Les lycées français de l'étranger font également régulièrement l'objet d'articles dans la presse, notamment people, parce que des célébrités les choisissent pour leurs enfants. Ce fut par exemple le cas pour les enfants de Laeticia et Johnny Hallyday au Lycée français de Los Angeles, pour ceux de Brad Pitt et Angelina Jolie au Lycée français Gustave-Eiffel de Budapest ou encore pour la fille de Madonna et le fils de Donald Trump, scolarisés un temps au Lycée français de New York.

### Le personnel du réseau

#### Contrats

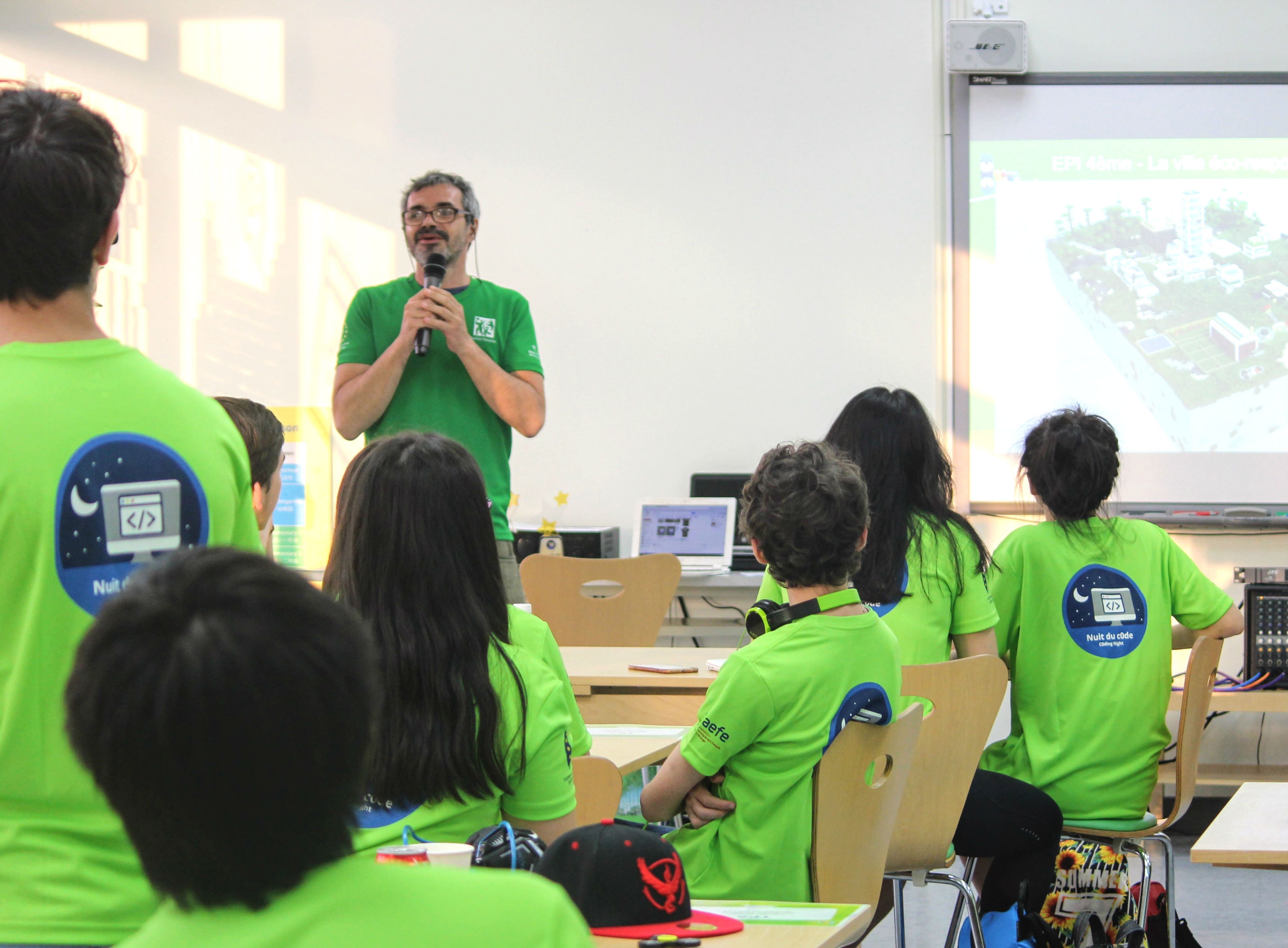
Le professeur de mathématiques Alexis Kauffmann détaché au Lycée français de Taipei en 2017.

On distingue plusieurs catégories contractuelles au sein du personnel travaillant dans les établissements scolaires du réseau. Il y a le personnel titulaire du ministère de l’Éducation nationale détaché auprès de l'AEFE, qu'il soit expatrié ou résident, et le personnel recruté localement. Ce sont avant tout des enseignants mais également des personnels de direction.
Ces contrats se différencient par la sélection des candidats (recrutement des expatriés au siège de l'AEFE, recrutement des résidents et des personnels en contrat local directement par l'établissement concerné), la position administrative (détachement pour les expatriés et les résidents, disponibilité pour les recrutés locaux titulaires), l'employeur (AEFE ou établissement), la nature des missions (encadrement, inspection, coordination, animation pédagogique pour les expatriés, enseignement à temps plein pour les résidents), leur durée (limitée dans le temps pour les expatriés, renouvelable pour les résidents) et les traitements et indemnités (généralement un expatrié est mieux rémunéré qu'un résident qui est mieux rémunéré qu'un contral local),.
Pour l'année scolaire 2016-2017, le réseau comptait 14 264 recrutés locaux et 6 604 personnels titulaires, dont 1 128 expatriés (520 enseignants et 608 personnels d’encadrement) et 5 476 résidents (5 160 enseignants et 316 personnels d’encadrement). Parmi le personnel titulaire, les femmes sont majoritaires à 54 %. Environ la moitié est professeur des écoles et le tiers est enseignant du second degré. L'âge moyen dans le réseau est de 46 ans. Les expatriés représentent 17 % des effectifs et ont entre 40 et 60 ans pour 85 % d'entre eux. L'ancienneté moyenne dans l'établissement d'affectation est de 6,3 ans. Plus de la moitié du personnel est en fonction depuis moins de 4 ans. Environ 14 % des postes sont renouvelés chaque année.
On notera une évolution globale inverse des deux catégories de personnels dans les établissements en gestion directe et conventionnés. Ainsi, entre 2009 et 2013, alors que la population scolaire s’accroît de 13 814 élèves, les personnels titulaires détachés par l'AEFE perdent 80 postes (de 6834 à 6754 unités) et les recrutés locaux gagnent 310 postes (de 3850 à 4160 unités).

#### Formation et suivi

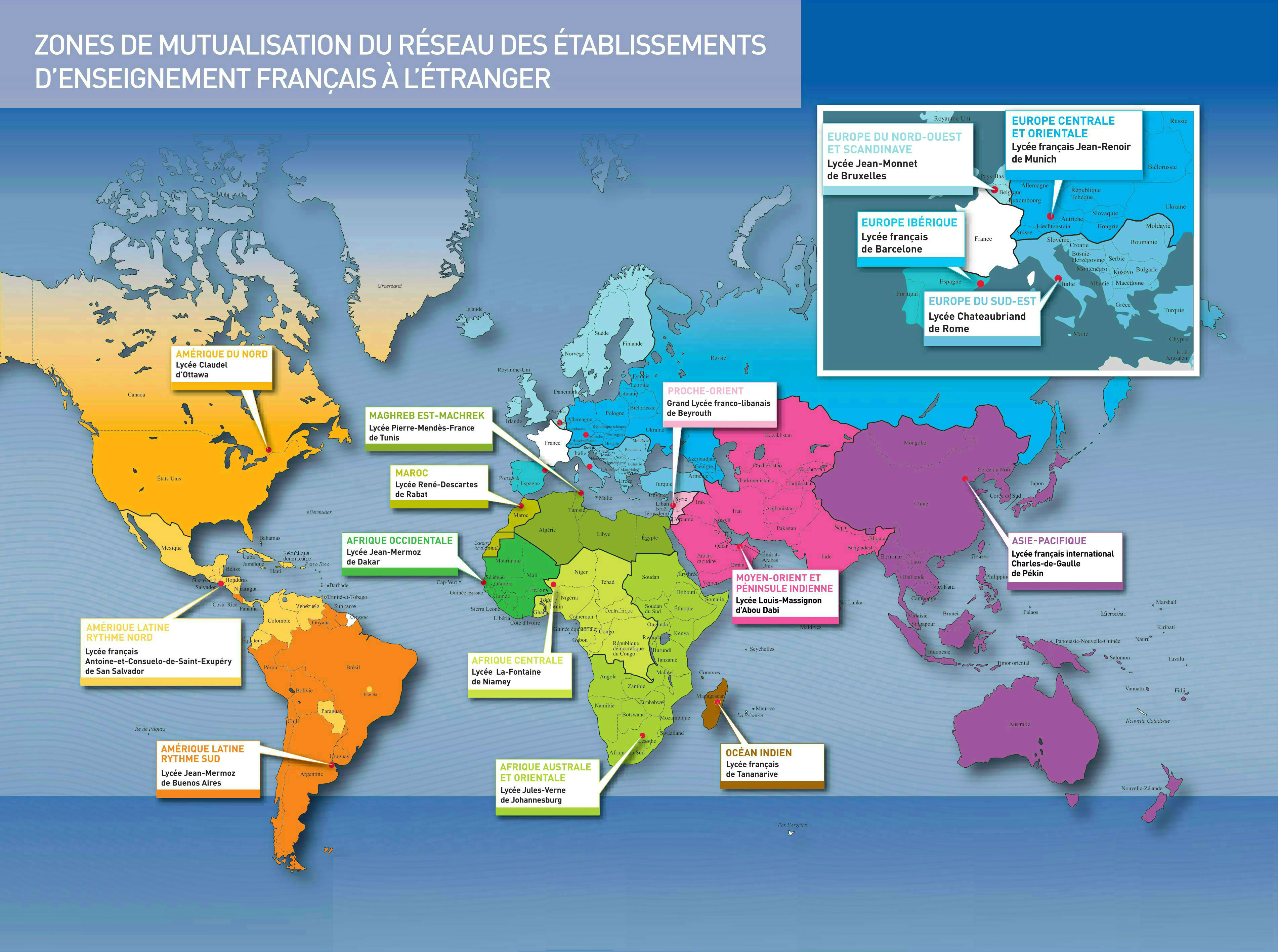
Les 16 zones de mutualisation du réseau de l'AEFE.

La formation continue du personnel fait partie des missions prioritaires de l'AEFE. Elle s'adresse à tous les établissements homologués, qu'ils soient en gestion directe, conventionnés ou partenaires, et à tout le personnel, quel que soit son contrat. Elle permet, entre autres, d'harmoniser les pratiques, de partager des innovations pédagogiques, de mettre en place les réformes et respecter les préconisations du ministère de l’Éducation nationale. Un effort est fait en direction des personnels non titulaires auxquels des formations adaptées sont proposées pour qu’ils dispensent un enseignement conforme aux exigences du système éducatif français. Depuis 2015, sont également proposées des formations hybrides ou à distance.
Le réseau des établissements est organisé en 16 zones géographiques pilotées par un établissement et associées à une académie partenaire. Ces regroupements facilitent la mobilité de personnels, souvent éloignés les uns des autres, lors des stages en présentiel. Dans chaque zone est élaboré un plan de formation préparé par les acteurs de terrain en fonction de leurs besoins spécifiques et expertisé par le service pédagogique de l’Agence. C'est, par exemple, le Lycée français Louis-Pasteur de Bogota qui coordonne la zone Amérique du Sud dont l'Académie de Bordeaux est partenaire. En 2016-2017, 1 004 stages ont été organisés pour un total de 2 315 journées de formation, soit 33 485 journées stagiaires réalisées, dont 40 % en Afrique, avec une répartition de 12 % d'expatriés, 20 % de résidents et 68 % de contrats locaux.
L'Agence pilote et coordonne également le suivi du personnel enseignant, assuré par des inspecteurs de l’Éducation nationale (IEN et IA-IPR). En plus de leurs missions d'inspection, ces derniers animent des formations et réunissent les équipes pédagogiques, notamment celles des expatriés qui ont ensuite vocation à accompagner et conseiller les résidents et les contrats locaux.

### Dispositifs complémentaires

#### Centre national d'enseignement à distance
Le Centre national d'enseignement à distance (CNED) est un établissement public sous la tutelle du ministère de l'Éducation nationale dont la mission est de dispenser des formations à distance. En 2017, 14 600 élèves français résidant à l'étranger bénéficiaient des enseignements du CNED.
Le CNED et l’AEFE coordonnent leurs actions pour un objectif commun de continuité pédagogique et de réussite des élèves scolarisés dans les établissements français homologués à l’étranger. Lorsque l'établissement ne dispose pas de niveau allant, par exemple, au-delà de l'école élémentaire ou du collège, le CNED peut alors prendre le relais (parfois via un dispositif d'encadrement tutoré par des enseignants de l'établissement). Les élèves peuvent aussi suivre, par l'intermédiaire du CNED, des cours de langues, des options ou des enseignements de spécialité qui ne sont pas proposés dans l'établissement du réseau qui les accueillent. Depuis 2013, le CNED s’est engagé à garantir gratuitement la continuité pédagogique aux élèves du réseau AEFE dont la scolarité serait interrompue en cours d’année par une crise majeure.

#### LabelFrancÉducation

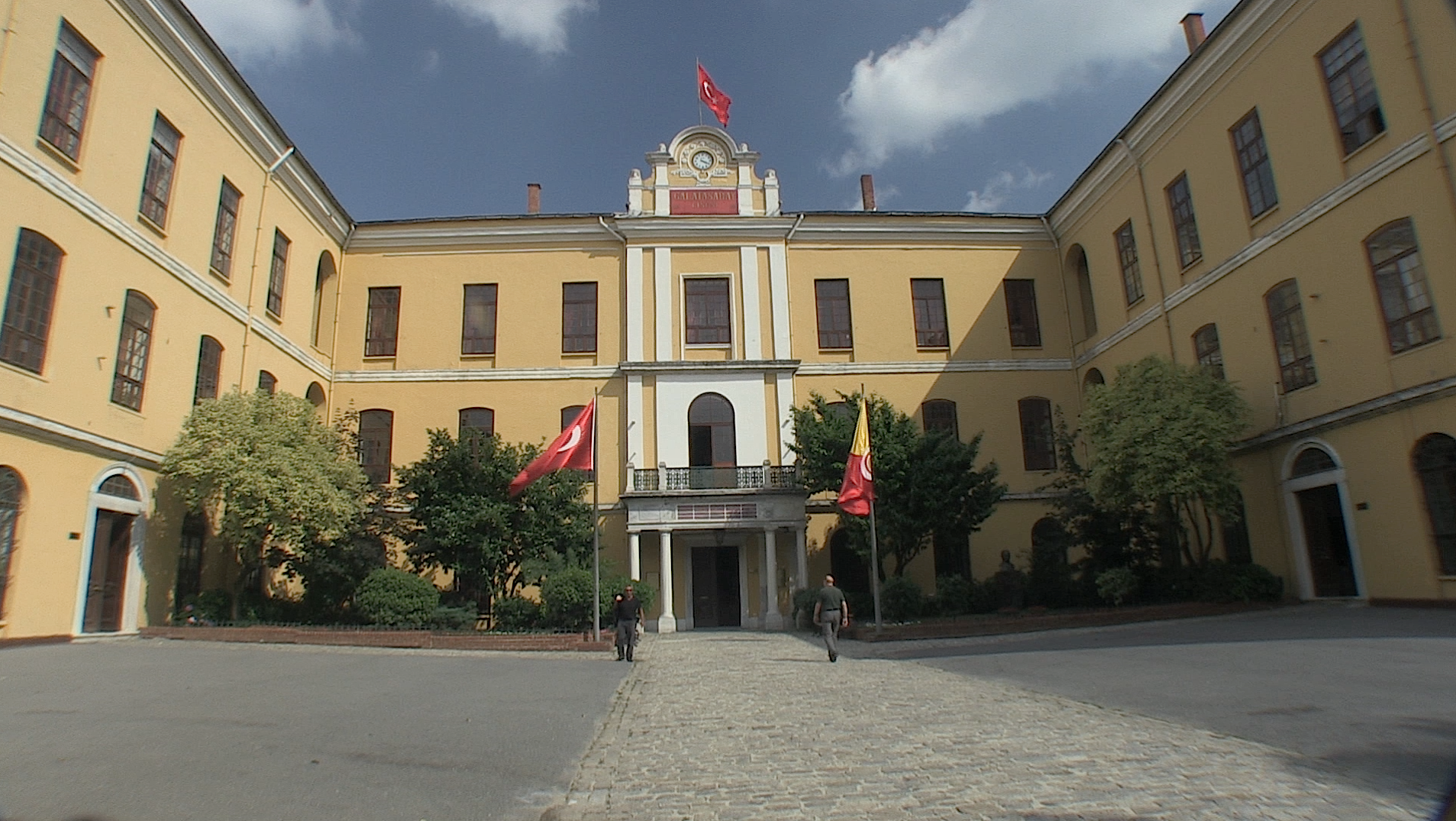
Le Lycée de Galatasaray à Istanbul, bilingue francophone depuis 1867, LabelFrancÉducation en 2012.

Créé en 2012, le LabelFrancÉducation est attribué par le ministère de l’Europe et des Affaires étrangères à des établissements scolaires qui possèdent des filières d’enseignement bilingue francophone proposant un enseignement renforcé de la langue française et un enseignement en français dans au moins une discipline non linguistique. L'objectif est de mettre en réseau ces filières, de les rendre davantage visibles et attractives, tout en s'assurant de la qualité pédagogique de l'offre. En 2014, les critères d’octroi du label ont été assouplis, participant à la nette augmentation de ces dernières années.
L'AEFE est responsable de la gestion opérationnelle du réseau labellisé et met à disposition ses propres ressources ou celles de ses partenaires (Institut français, CIEP, TV5Monde). En 2017, 209 établissements de 44 pays,,, ont bénéficié du label, soit 95 700 élèves.
|                         | 2012 | 2013 | 2014 | 2015 | 2016 | 2017 |
| ----------------------- | ---- | ---- | ---- | ---- | ---- | ---- |
| Nouveaux établissements | 25   | 7    | 24   | 35   | 66   | 52   |
| Nombre cumulé           | 25   | 32   | 56   | 91   | 157  | 209  |

#### Français langue maternelle
Les associations FLAM (Français langue maternelle) proposent aux enfants français et binationaux, scolarisés à l’étranger dans une langue étrangère, des activités extrascolaires visant à conserver et à favoriser la pratique du français et le contact avec la langue française,. L'AEFE aide ces associations en favorisant les synergies, en formant les intervenants et en les soutenant financièrement pendant leurs premières années d'existence. En 2017, 48 associations FLAM ont été subventionnées dans 18 pays,.

## Acteurs et partenaires

### Les parents d'élèves

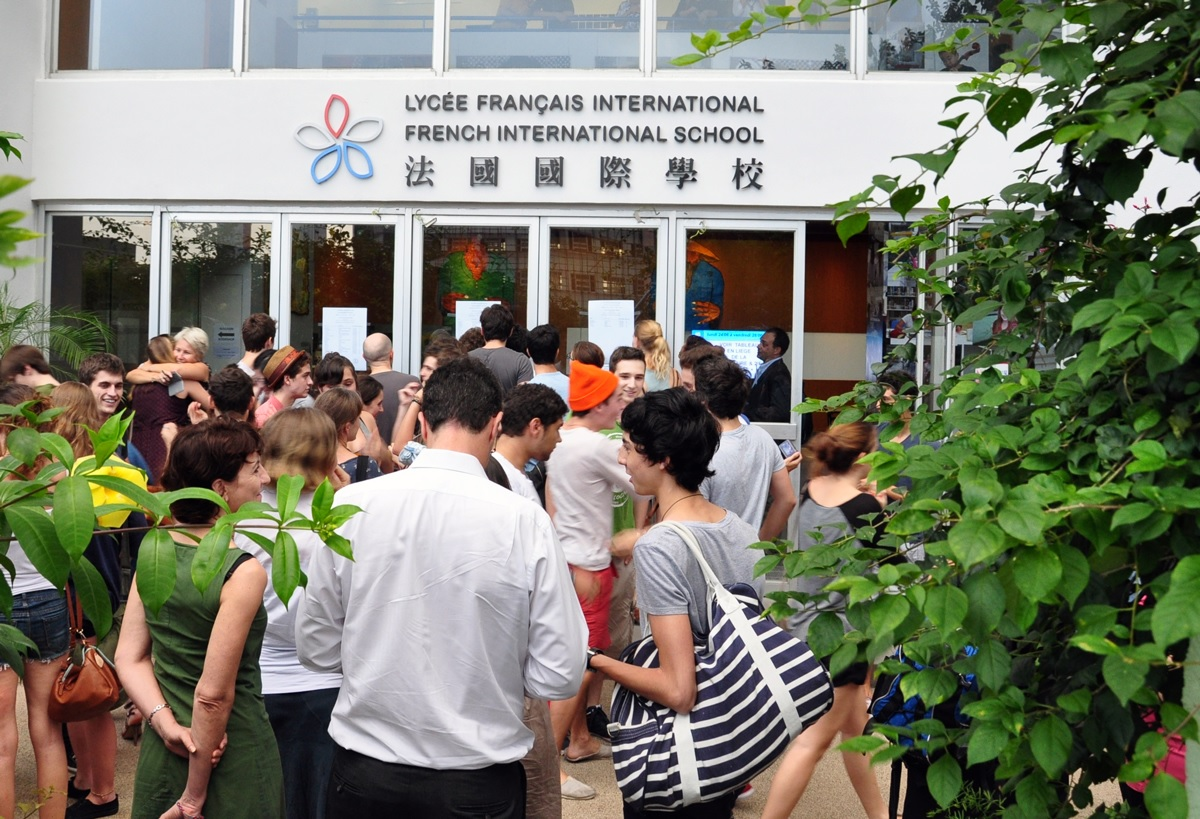
Élèves et parents lors des résultats du bac au Lycée français de Hong Kong (2014).

Les parents d'élèves ont un rôle important au sein du réseau AEFE. Ils y sont souvent très impliqués et les frais de scolarité engagés par les familles pour y inscrire leurs enfants contribuent pour une bonne part au financement des établissements. En outre, de nombreux établissements, conventionnés ou partenaires, sont en gestion parentale. Ils sont alors directement administrés par une association de parents d'élèves.
Au niveau local, ils élisent leurs représentants au conseil d'établissement et au conseil d’école. Dans les établissements conventionnés en gestion parentale, le comité de gestion élu par les parents d’élèves est le partenaire de l’AEFE pour la gestion au quotidien des établissements au travers de la convention. Au sein de l'AEFE, deux fédérations de parents d'élèves sont représentées au conseil d'administration : la FAPÉE et la FCPE. Ils siègent également à la Commission nationale des bourses.

### Les élus
L’Agence entretient des échanges permanents avec les élus des Français établis hors de France qui représentent en 2017 près de 2,5 millions de Français.
Ainsi quatre parlementaires, deux députés et deux sénateurs choisis parmi les 11 députés et les 12 sénateurs des Français établis hors de France, siègent au conseil d’administration et à la Commission nationale des bourses de l’AEFE. Les 90 conseillers à l’Assemblée des Français de l’étranger (AFE) participent aux travaux des commissions de l'AEFE et ont également un titulaire au conseil d'administration et deux titulaires à la Commission nationale des bourses. Quant aux élus locaux de l’étranger, les 442 conseillers consulaires siègent dans les conseils consulaires de bourses et dans les conseils d’établissement.
Depuis 2010, l’Agence s’est dotée d’un responsable des relations avec les élus ayant pour mission de leur fournir des informations sur l’ensemble des sujets relatifs à l’Agence et à son réseau.

### Mission laïque française
L'existence d'un grand nombre d'établissements scolaires à l'étranger est bien antérieure à la création de l'AEFE en 1990. Des regroupements ont eu lieu au cours de l'histoire, expliquant que parmi les établissements homologués aujourd'hui partenaires de l'AEFE, 4 soient gérés par l'Alliance israélite universelle (AIU), 6 par l'Association franco-libanaise pour l'éducation et la culture (AFLEC) et près d'une centaine par l'acteur historique qu'est la Mission laïque française. En Amérique du Sud, certains sont  liés à l'Alliance française.

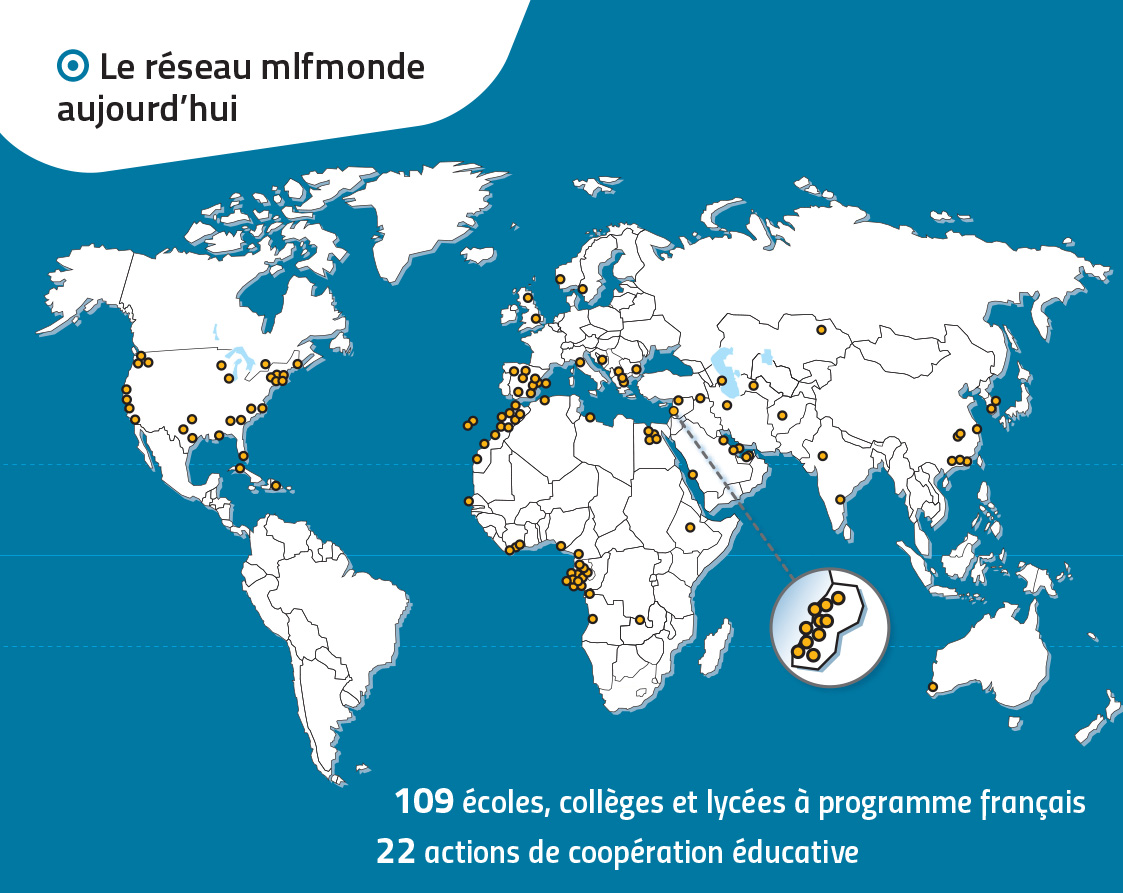
Le réseau des établissements de la Mission laïque française en 2017.

Fondée en 1902 et reconnue d'utilité publique en 1907, la Mission laïque française (MLF) est une association à but non lucratif qui a pour objet la diffusion de la langue et de la culture françaises dans le monde, par un enseignement laïque, plurilingue et interculturel. Elle est traditionnellement présente sur le pourtour méditerranéen qui a vu naître son premier établissement à Salonique en 1906, répondant notamment à la demande de la communauté juive qui souhaitait le développement d’un enseignement laïc non confessionnel au sein de l’Empire ottoman. 70 % des effectifs de son réseau sont localisés en Espagne, au Maghreb (particulièrement au Maroc), en Égypte et au Liban. La MLF présente également la particularité d'accompagner depuis 50 ans les entreprises françaises dans leurs grands travaux à l'étranger en scolarisant les enfants des cadres expatriés dans des écoles spécialement créées pour l'occasion.
En 2017, le réseau mlfmonde de la Mission laïque française comporte 109 établissements dans 38 pays scolarisant plus de 60 000 élèves dont 20 % de français. On y distingue les établissements gérés en pleine responsabilité par la MLF (35 établissements), les établissements partenaires (53) et les écoles d'entreprise (21). Le modèle économique de la MLF est celui de la mutualisation et de l’autofinancement. Elle bénéficie toutefois de l’aide du ministère des Affaires étrangères qui prend notamment en charge les salaires d'environ 200 professeurs ou directeurs d’établissement, soit 10 % de son personnel.
En 2016-2017, 93 établissements homologués du réseau AEFE étaient affiliés à la Mission laïque française (MLF) dont huit conventionnés et 85 partenaires. La MLF siège au conseil d'administration de l'AEFE et réciproquement. L'AEFE et la MLF sont liées par un protocole d'entente. Les accords portent en particulier sur l'accès du personnel du réseau MLF à la formation continue proposée par l'AEFE ainsi que la mise en place dans les établissements scolaires des certifications DELF et DALF en partenariat avec le CIEP.

## Réputation, défis et critiques

### Une réputation à défendre

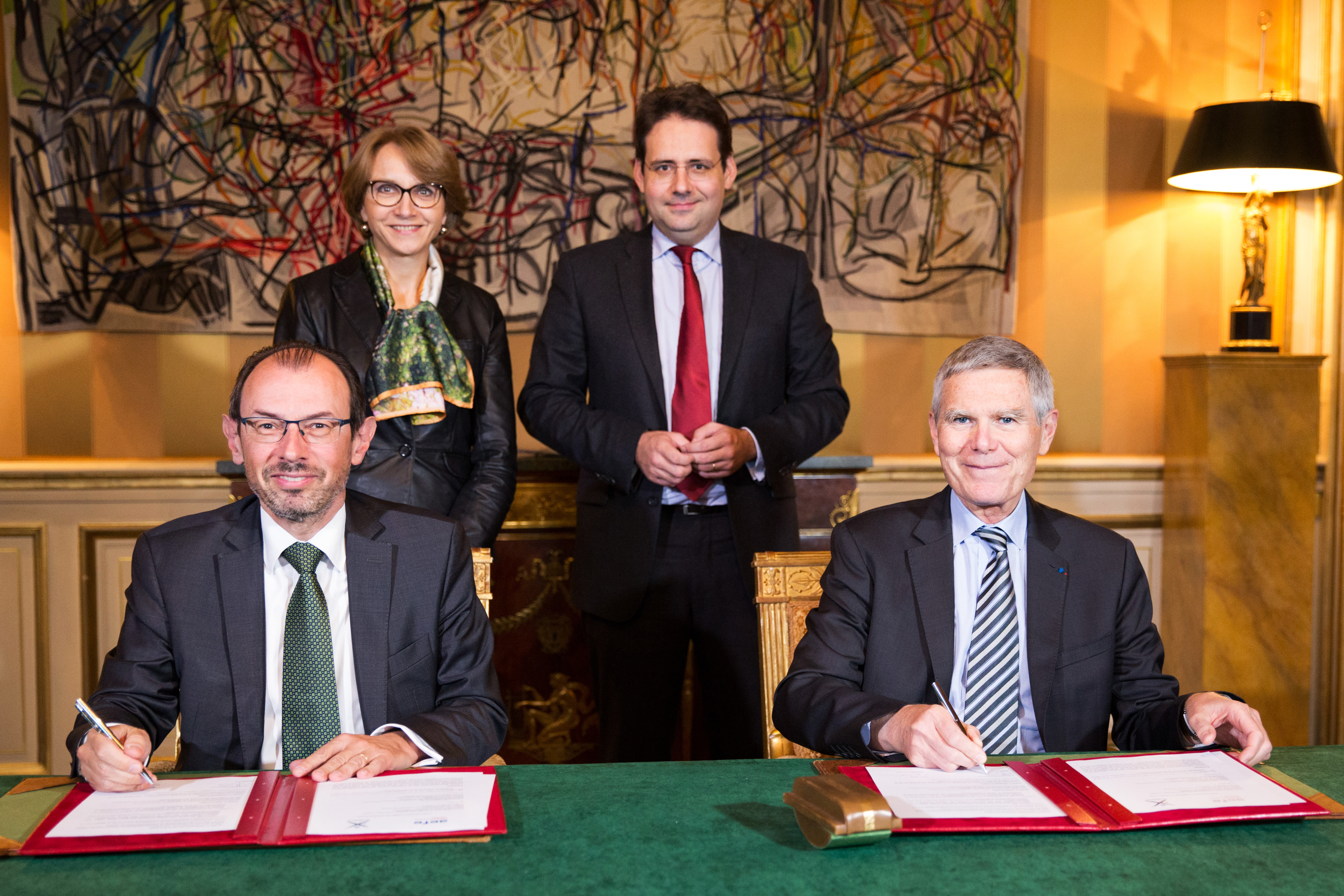
Convention de partenariat entre l'AEFE et l'École polytechnique signée en novembre 2016.

Même si cela reste difficilement mesurable et que cela peut varier d'un lycée à l'autre, les établissements français du réseau AEFE jouissent d'une très bonne réputation, ont la confiance des familles et constituent pour la France un puissant outil d'influence diplomatique et linguistique. « Lorsque j'étais encore ministre délégué à l'Enseignement scolaire, j'avais assisté au centenaire du lycée français de Lisbonne. Une partie du gouvernement et des hauts fonctionnaires portugais était présente. Tous anciens du lycée ! », souligne ainsi Xavier Darcos en 2004 pour illustrer ce joyau du soft power à la française.
On y loue la solide formation et l’exigence du système éducatif français, validées par l'excellence des résultats académiques. Reconnus aussi bien en métropole qu'à l'étranger, ces établissements offrent à leurs élèves la possibilité de poursuivre leurs études vers des filières de haut niveau, notamment tournées vers l'international où l'apprentissages de plusieurs langues dès le plus jeune âge est un sérieux atout. L'ouverture, les échanges culturels, les valeurs d'humanisme, de laïcité et de tolérance, amplifiés par la spécificité du lieu et des effectifs cosmopolites des établissements sont également appréciés. Nombreux sont les témoignages d'anciens élèves ayant fait de brillantes carrières qui viennent en attester. Nombreuses sont également les files d'attente à l'inscription de certains établissements.

### Des défis à relever
Avec un périmètres d'actions et de moyens qui varient selon le statut des établissements, l'AEFE participe à maintenir et renforcer cette réputation en favorisant l'accès et en garantissant la qualité des enseignements aux élèves français et étrangers. Elle doit cependant faire face à des défis majeurs dans un monde en pleine mutation.
L’avènement progressif de l'anglais, qui s'étend et s'affirme comme la langue de communication internationale du XXIe siècle, a de notables conséquences sur les établissements du réseau de l'AEFE. Ces derniers subissent en effet désormais une concurrence accrue de la part d'établissements scolaires internationaux à dominante anglophone qui séduisent de plus en plus de familles, notamment lorsqu'ils proposent l'IB (International Baccalaureate), malgré des frais de scolarité en moyenne plus élevés. Il leur arrive dès lors de perdre des élèves au profit d'écoles américaines ou britanniques installées sur le même territoire.
De plus le profil des français établis à l'étranger évolue : ils sont plus nombreux, plus jeunes et ont un niveau de vie moins élevé que la génération précédente d'expatriés. Une récente étude démontrait que de nombreuses familles faisaient désormais le choix, parfois contraint, d'une école locale pour leurs enfants. Enfin le système éducatif français, qui suscitait au XXe siècle l'admiration de nombreux pays, est aujourd'hui plongé dans un certain doute, comme en témoignent les mauvais résultats aux récentes enquêtes PISA.
Dans ce contexte difficile, l'héritage et le prestige des établissements français à l'étranger ne suffisent plus. Il convient de s'adapter et de continuer à proposer une offre qui réponde aux besoins de familles, en poursuivant notamment le développement du plurilinguisme. Or, dans le même temps, la marge de manœuvre de l'AEFE se réduit. L'Agence n'est en effet pas épargnée par les politiques successives de maîtrise voire de réduction des dépenses publiques. Son budget reste stable mais l'inflation, les effectifs et le nombre d'établissements, eux vont croissant. Afin d'éviter de faire supporter ce potentiel désengagement aux familles par une hausse continue des frais de scolarité, l'AEFE est contrainte de se montrer extrêmement regardante sur la gestion de son budget. Une solution économique consiste à remplacer progressivement le personnel détaché par du personnel en contrat local formé en conséquence et développer en priorité les établissements les plus indépendants que sont les établissements partenaires, avec un double risque sur la qualité des enseignements et sur le rôle, voire l'existence même, d'une Agence ayant alors de moins en moins de prérogatives. Ajoutons une dernière difficulté à surmonter : la complexité d'un réseau qui, avec ses enseignants sous différents contrats dans des établissements sous différents statuts, posent des problèmes de cohérence et de lisibilité tout en limitant les capacités d'action de l'AEFE.

### Critiques et controverses

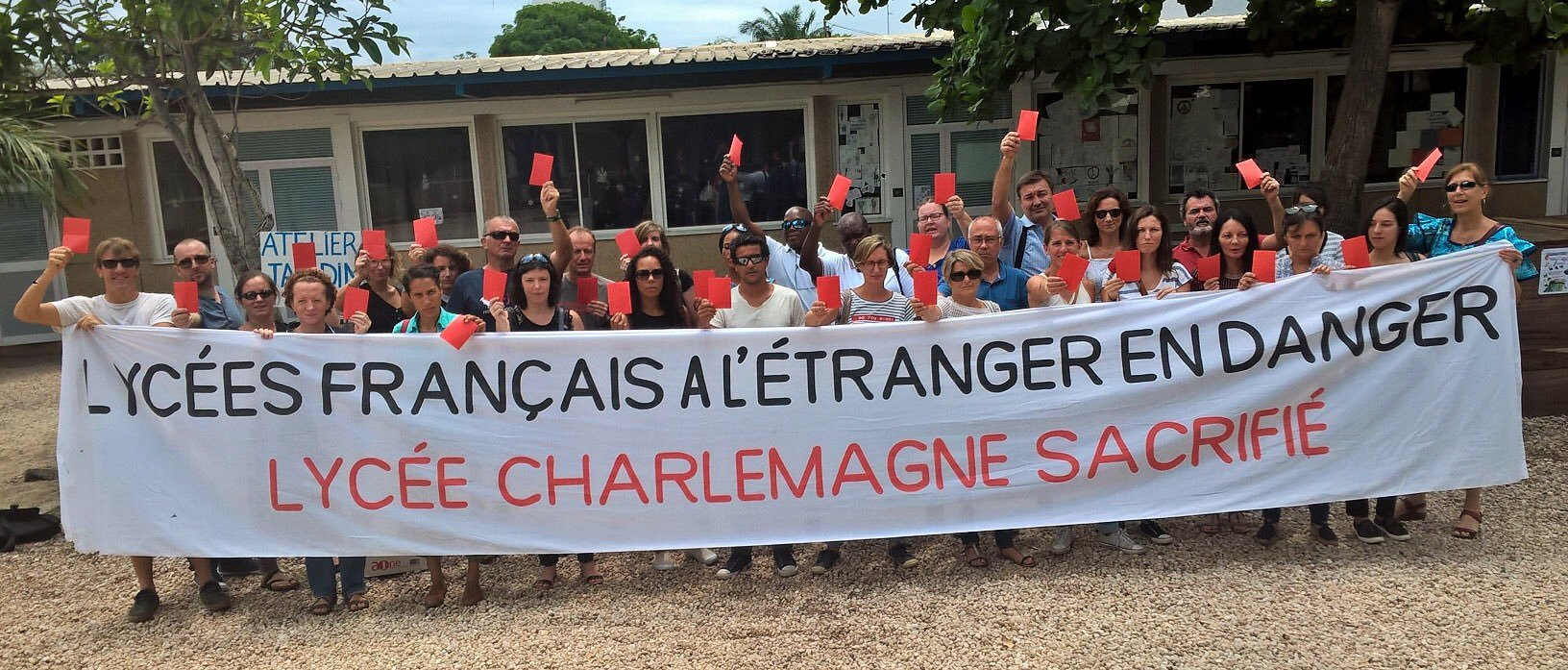
Mobilisation le 6 février 2018 contre la baisse du budget de l'AEFE, ici des enseignants du Lycée Charlemagne de Pointe-Noire en République du Congo.

Lorsque la demande est forte, comme c'est le cas par exemple certaines années au Lycée français de Bruxelles ou de Londres, il est parfois souhaité davantage de transparence sur les critères d'admission ainsi que sur l'octroi des bourses. Mais ce sont surtout les frais des scolarité qui cristallisent l'essentiel des critiques adressées à l'AEFE et à son réseau.
Élevés et en hausse (+45 % entre 2007 et 2012, passant en moyenne de 3 300 € à 4 800 €), ils peuvent devenir prohibitifs pour certaines familles. « J'ai rencontré des parents en pleurs, obligés de déscolariser leurs enfants du Lycée français de Prague parce que 8 000 €, même un cadre qui gagne très bien sa vie en République tchèque, il ne peut pas », rapporte ainsi le sénateur Ronan Le Gleut. En conséquence de quoi les établissements français à l'étranger conservent une image de ghettos pour enfants de familles privilégiées, riches expatriés et élites locales, dans de nombreux pays. À cela l'Agence rétorque que, contrairement à l'école publique en France, l'éducation à l'étranger est payante, et précise qu'il y a de fortes variations entre les établissements, de 100 € à Madagascar à 27 000 € au Lycée français de San Francisco. De plus, 20 % des élèves français bénéficient d'une bourse et de nombreuses familles issues de la classe moyenne font le sacrifice financier d'inscrire leurs enfants dans les écoles du réseau.
On reproche alors à l'AEFE d'être en partie responsable de l'état et de l'évolution de ces frais de scolarité. Son budget provient en effet de deux principales sources : les subventions publiques et un pourcentage des frais de scolarité perçus par les établissements (pourcentage qui varie selon le statut des établissements). Or, depuis plusieurs années, l'État demande à l'AEFE de participer à l'effort de baisse des dépenses publiques, d'abord en améliorant sa gouvernance mais surtout en n'augmentant pas ses subventions alors que le réseau lui continue de croître. « Les parents d’élèves financent aujourd’hui 63 % du budget de l'AEFE », constate ainsi la FAPÉE en 2018. L'Agence peut alors avoir la tentation de répercuter ce manque à gagner sur les frais de scolarité mais aussi sur sa masse salariale, en substituant des expatriés par des résidents et des résidents par des contrats locaux, au risque de provoquer respectivement les critiques des familles et des enseignants qui évoquent alors un désengagement de l'État préjudiciable à la qualité et à la réputation des établissements.
La situation s'est tendue en juillet 2017 lorsqu'il a été annoncé non plus une stagnation mais une réduction de plus de 8 % de la subvention allouée au budget de l'AEFE, soit 33 M€. Cela inquiète les acteurs du réseau qui se sont fortement mobilisés pour une journée de grève le 27 novembre 2017. Ils craignent une hausse brutale des frais de scolarisation et une suppression de 500 postes d'enseignants détachés sur trois ans. Ils y voient par ailleurs une contradiction avec le discours volontariste du président Emmanuel Macron, en mars 2018 devant l'Académie française, qui s'est engagé à consolider et dynamiser le réseau avec un ambitieux objectif de doubler le nombre d'élèves d'ici à 2025.
Pour ce qui concerne les enseignements, la laïcité affirmée des établissements scolaires français peut être parfois source de tensions diplomatiques avec les autorités du pays d'accueil, telle la question de la mixité au Lycée franco-qatarien Voltaire en 2014 ou la présence de photos de nus dans les manuels scolaires au Lycée français du Koweït en 2015. Mais c'est surtout un certain conservatisme face à l'essor et au dynamisme des établissements étrangers de langue anglaise qui est parfois stigmatisé. Le primaire conserve la confiance des familles locales mais certains établissements peuvent perdre, lors du passage dans le secondaire, jusqu'à la moitié de leurs effectifs au profit de la concurrences anglophone. En réponse, on rappelle que les établissements du réseau ont évolué. Ils offrent de plus en plus de langues de plus en plus tôt et se positionnent comme « lycée français international » où le plurilinguisme est autant mis en avant que la langue française. Un élève dans une école francophone aurait bien plus de chances d'être également anglophone qu'un élève d'une école anglophone n'a de chance d'être francophone.
On notera également que la place des parents dans la gouvernance de l'AEFE et des établissements (notamment les établissements conventionnés) est un sujet récurrent de friction qui devra nécessairement évoluer (voir notamment les recommandations 113, 114 et 115 du rapport de Samantha Cazebonne de 2019) au regard de la participation toujours croissante des parents au budget de l'AEFE (63% des ressources), face à :
- à une faible représentation des parents d'élèves au sein du Conseil d'administration de l'Agence (2 sièges sur 28)
- une agence qui n'invite pas systématiquement les représentants de parents à contribuer sur des sujets essentiels et se cantonne à impliquer les seuls représentants de personnels (exemple : groupe de travail de mise en place de la réforme du lycée et du baccalauréat et groupe de travail sur l’ISVL en 2019)
- des établissements en gestion directe ou les parents sont cantonnés à un rôle d'animation de la vie scolaire et ne prennent pas part aux décisions de gestion (notamment l'établissement annuel du budget, fixant les droits d'écolage de façon unilatérale, le plus souvent sur la base mécanique du taux d'inflation prévisionnel), alors que l'AEFE est en situation de monopole à l'étranger
- des personnels travaillant pour l'AEFE souvent peu sensibilisés aux principes de la cogestion des établissements conventionnés, malgré l'organisation régulière de séminaires de gouvernance (recommandation 6 du rapport de Samantha Cazebonne)

La Fédération des associations de parents d’élèves des établissements d’enseignement français à l’étranger a formulé 50 pistes de réflexion pour l’évolution du réseauen mai 2018.
En novembre 2020, la Cour de discipline budgétaire et financière condamne deux des directrices générales successivement en poste de 2008 à 2016 à des amendes pour ne pas avoir respecté les règles de la commande publique.

## Personnalités liées

### Anciens élèves du réseau AEFE
| Nom                       | Nationalité         | Lycée français fréquenté                         | Pays du lycée       | Catégorie    |
| ------------------------- | ------------------- | ------------------------------------------------ | ------------------- | ------------ |
| Laure Adler               | France              | Lycée Blaise-Pascal d'Abidjan                    | Côte d'Ivoire       | Journalisme  |
| Dominique Anglade         | Canada              | Collège Marie-de-France de Montréal              | Canada              | Politique    |
| Antoine Arnault           | France              | Lycée français de New York                       | États-Unis          | Entreprise   |
| Hugues Aufray             | France              | Lycée français de Madrid                         | Espagne             | Musique      |
| Emmanuelle Béart          | France              | Collège Marie-de-France de Montréal              | Canada              | Cinéma       |
| Tahar Ben Jelloun         | Maroc France        | Lycée français de Tanger                         | Maroc               | Littérature  |
| Íngrid Betancourt         | Colombie France     | Lycée français Louis-Pasteur de Bogota           | Colombie            | Politique    |
| Salvador Romero Ballivián | Bolivie             | Lycée franco-bolivien Alcide-d'Orbigny           | Bolivie             | Politique    |
| Jacqueline Bisset         | Royaume-Uni         | Lycée Charles-de-Gaulle de Londres               | Royaume-Uni         | Cinéma       |
| Ricardo Bofill            | Espagne             | Lycée français de Barcelone                      | Espagne             | Architecture |
| Miguel Bosé               | Espagne             | Lycée français de Madrid                         | Espagne             | Cinéma       |
| Boutros Boutros-Ghali     | Égypte              | Lycée français du Caire                          | Égypte              | Diplomatie   |
| Julian Casablancas        | États-Unis          | Lycée français de New York                       | États-Unis          | Musique      |
| Edmonde Charles-Roux      | France              | Lycée Chateaubriand de Rome                      | Italie              | Littérature  |
| Richard Cocciante         | Italie France       | Lycée Chateaubriand de Rome                      | Italie              | Musique      |
| Michel David-Weill        | France              | Lycée français de New York                       | États-Unis          | Finance      |
| Nicolas Demorand          | France              | Lycée français Jean-Monnet de Bruxelles          | Belgique            | Journalisme  |
| Arielle Dombasle          | France États-Unis   | Lycée franco-mexicain de Mexico                  | Mexique             | Cinéma       |
| Gad Elmaleh               | Maroc Canada        | Lycée Lyautey de Casablanca                      | Maroc               | Spectacle    |
| Rashika El Ridi           | Égypte              | Lycée La Liberté Héliopolis du Caire             | Égypte              | Sciences     |
| Gaël Faye                 | Rwanda France       | École française de Bujumbura (en)                | Burundi             | Musique      |
| Matthias Fekl             | France              | Lycée français de Berlin                         | Allemagne           | Politique    |
| Claude François           | France              | Lycée français du Caire                          | Égypte              | Musique      |
| Just Fontaine             | France              | Lycée Lyautey de Casablanca                      | Maroc               | Sport        |
| Max Fontaine              | Madagascar France   | Lycée français de Tananarive                     | Madagascar          | Politique    |
| Jodie Foster              | États-Unis          | Lycée français de Los Angeles                    | États-Unis          | Cinéma       |
| Bachir Gemayel            | Liban               | Collège Notre-Dame de Jamhour                    | Liban               | Politique    |
| Élisabeth Guigou          | France              | Lycée Descartes (Rabat)                          | Maroc               | Politique    |
| Carlos Ghosn              | Liban Brésil France | Collège Notre-Dame de Jamhour                    | Liban               | Entreprise   |
| Serge Haroche             | France              | Lycée Lyautey de Casablanca                      | Maroc               | Sciences     |
| Murray Head               | Royaume-Uni         | Lycée Charles-de-Gaulle de Londres               | Royaume-Uni         | Musique      |
| Jain                      | France              | lycée Louis-Massignon d'Abou Dabi                | Émirats arabes unis | Musique      |
| Rolande Kammogne          | Cameroun États-Unis | Lycée français de Yaoundé                        | Cameroun            | Entreprise   |
| Liya Kebede               | Éthiopie            | Lycée Guébré-Mariam d'Addis-Abeba                | Éthiopie            | Mode         |
| Titouan Lamazou           | France              | Lycée Gustave-Flaubert de La Marsa               | Tunisie             | Sport        |
| Axelle Lemaire            | France Canada       | Lycée Claudel d'Ottawa                           | Canada              | Politique    |
| Jonathan Littell          | États-Unis France   | Lycée français de New York                       | États-Unis          | Littérature  |
| Amin Maalouf              | Liban France        | Collège Notre-Dame de Jamhour                    | Liban               | Littérature  |
| Sonia Mabrouk             | Tunisie France      | Lycée Gustave-Flaubert de La Marsa               | Tunisie             | Journalisme  |
| Chiara Mastroianni        | France              | Lycée Chateaubriand de Rome                      | Italie              | Cinéma       |
| Maria de Medeiros         | Portugal            | lycée français Charles-Lepierre (en) de Lisbonne | Portugal            | Cinéma       |
| Mika                      | Royaume-Uni Liban   | Lycée Charles-de-Gaulle de Londres               | Royaume-Uni         | Musique      |
| Georges Moustaki          | France Italie Grèce | Lycée français d'Alexandrie                      | Égypte              | Musique      |
| Amélie Nothomb            | Belgique            | Lycée français de New York                       | États-Unis          | Littérature  |
| Françoise Nyssen          | France Belgique     | Lycée français Jean-Monnet de Bruxelles          | Belgique            | Politique    |
| Édouard Philippe          | France              | lycée français de Bonn (d)                       | Allemagne           | Politique    |
| Paloma Picasso            | France Espagne      | Lycée Charles-de-Gaulle de Londres               | Royaume-Uni         | Mode         |
| Atiq Rahimi               | Afghanistan France  | Lycées français de Kaboul                        | Afghanistan         | Littérature  |
| Jean Reno                 | France              | Lycée Lyautey de Casablanca                      | Maroc               | Cinéma       |
| Isabella Rossellini       | Italie États-Unis   | Lycée Charles-de-Gaulle de Londres               | Royaume-Uni         | Cinéma       |
| Alexis Saelemaekers       | Belgique            | Lycée français Jean-Monnet de Bruxelles          | Belgique            | Sportif      |
| Marjane Satrapi           | Iran France         | Lycée français de Vienne                         | Autriche            | Littérature  |
| Leïla Slimani             | Maroc France        | Lycée Descartes de Rabat                         | Maroc               | Littérature  |
| Carlos Tavares            | Portugal            | lycée français Charles-Lepierre (en) de Lisbonne | Portugal            | Entreprise   |
| Diane Tell                | Canada              | Collège Marie-de-France de Montréal              | Canada              | Musique      |
| Agnès Varda               | France              | Lycée français Jean-Monnet de Bruxelles          | Belgique            | Cinéma       |
| Sérgio Vieira de Mello    | Brésil              | Lycée franco-brésilien de Rio de Janeiro         | Brésil              | Diplomatie   |
| Dominique de Villepin     | France              | Lycée français de Caracas                        | Venezuela           | Politique    |
| Sigourney Weaver          | États-Unis          | Lycée français de Los Angeles                    | États-Unis          | Cinéma       |

### Anciens professeurs du réseau AEFE
| Nom                 | Discipline          | Établissement                                                                                                | Période   |
| ------------------- | ------------------- | --- | --------- |
| Lucie Aubrac        | Histoire-géographie | Lycée Chateaubriand de Rome                                                                                  |           |
| Thierry Breton      | Mathématiques       | Lycée français de New York                                                                                   | 1979-1980 |
| Alfred Clebsch      | Mathématiques       | Lycée français de Berlin                                                                                     |           |
| Inji Efflatoun      | Dessin              | Lycée français du Caire                                                                                      |           |
| Frédéric Ferney     | Anglais             | Lycée Chateaubriand de Rome                                                                                  |           |
| Jérôme Ferrari,     | Philosophie         | lycée Louis-Massignon d'Abou Dabi                                                                            | 2012-2015 |
| Emmanuel Mounier    | Philosophie         | Lycée français Jean-Monnet de Bruxelles                                                                      | 1935-1939 |
| Constantin Kaïtéris | Français            | Lycée français d'Alexandrie                                                                                  |           |
| Alain Pasquier      | Français            | Lycée Descartes de Rabat                                                                                     | 1966-1968 |
| Moustapha Safouan   | Philosophie         | Lycée français d'Alexandrie                                                                                  |           |
| Takieddine Solh     | Arabe               | Grand Lycée franco-libanais                                                                                  |           |
| Olivier Verdun (d)  | Philosophie         | Lycée français de Singapour, lycée français Charles-de-Gaulle d'Ankara, lycée franco-costaricien de San José | 1996-2009 |

### Liste des directeurs de l'AEFE

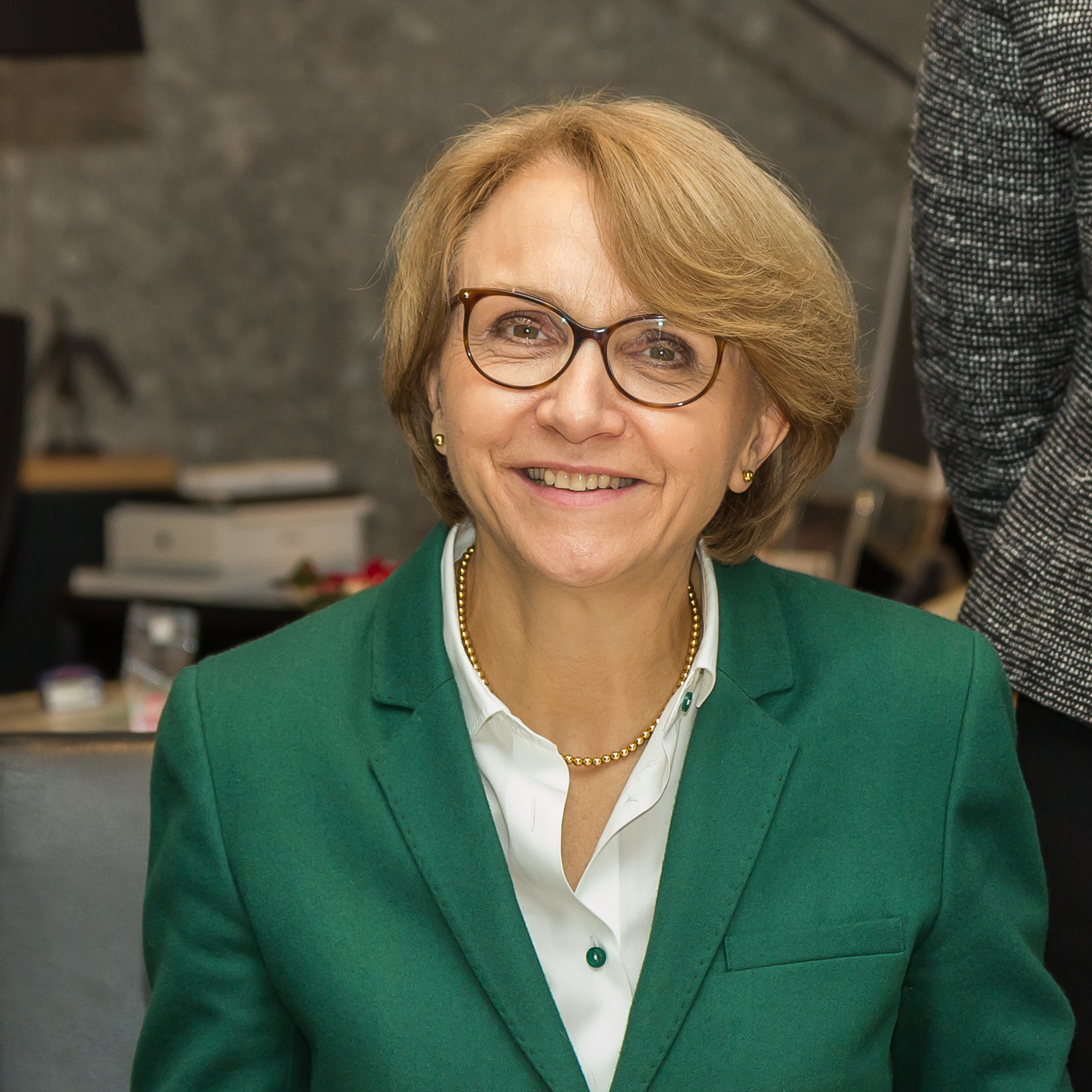
Anne-Marie Descôtes, directrice de l'AEFE de 2008 à 2013 et présidente du conseil d'administration de 2013 à 2017.

- Gisèle Dessieux (1990-1991),
- Jean Garbe (d) (1991-1994),
- Alain Bry (d) (1994-1994),
- Thierry Burkard (d) (1994-1998),
- Jacques Verclytte (d) (1998-2002),
- Maryse Bossière (d) (2002-2008),
- Anne-Marie Descôtes (2008-2013),
- Hélène Farnaud-Defromont (d) (2013-2016)
- Christophe Bouchard (d) (2016-2019)
- Olivier Brochet (d) (2019-2023)
- Claudia Scherer-Effosse (2023-)

### Liste des présidents du CA de l'AEFE
- Claude Harel (d) (1991-1993)
- Jean-David Levitte (1993-1995)
- Serge Degallaix (1995)
- Pierre Brochand (1995-1998)
- François Nicoullaud (1998-2000)
- Bruno Delaye (2000-2003)
- Claude Blanchemaison (2003-2005)
- Philippe Étienne (2005-2007)
- Anne Gazeau-Secret (d) (2007-2009)
- Christian Masset (2009-2012)
- Jean-Baptiste Mattéi (d) (2012-2013)
- Anne-Marie Descôtes (2013-2017)
- Laurent Bili (2017-2019)
- Laurence Auer (intérim 2019-2020)
- Michel Miraillet (intérim 2020-2021 )
- Bruno Foucher (2021-2023)[167]
- Cyrille Pierre (d)  (2023-).

## Galerie

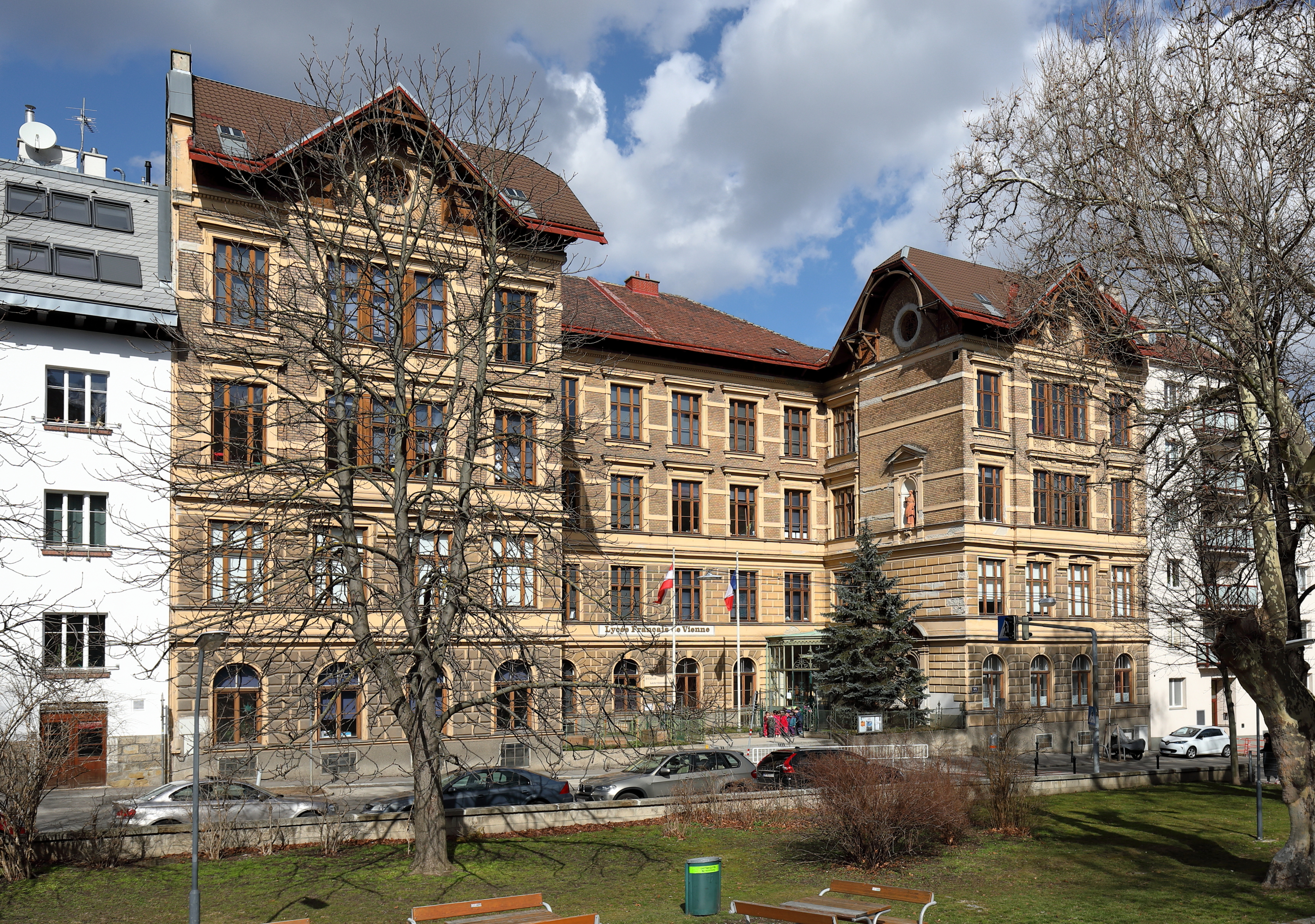
Lycée français de Vienne, Autriche.
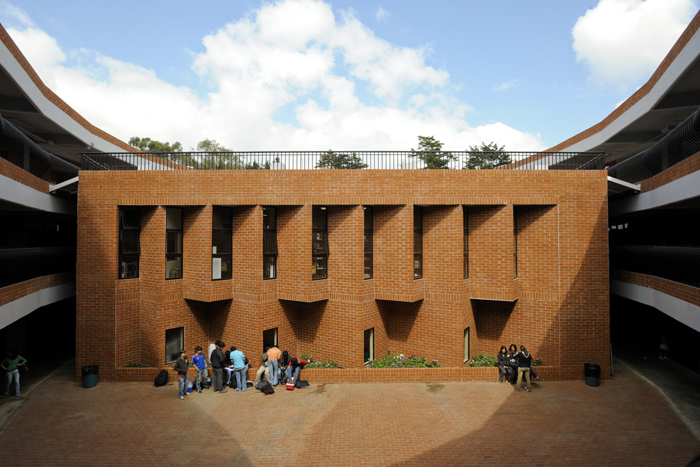
Lycée français Jules-Verne de Fraijanes, Guatemala.
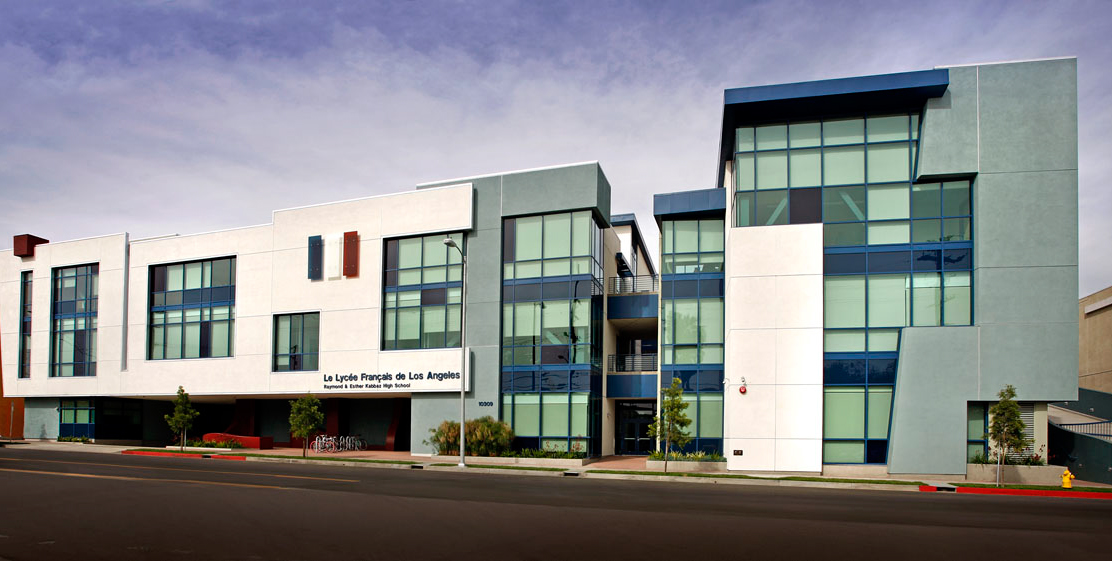
Lycée français de Los Angeles, États-Unis.
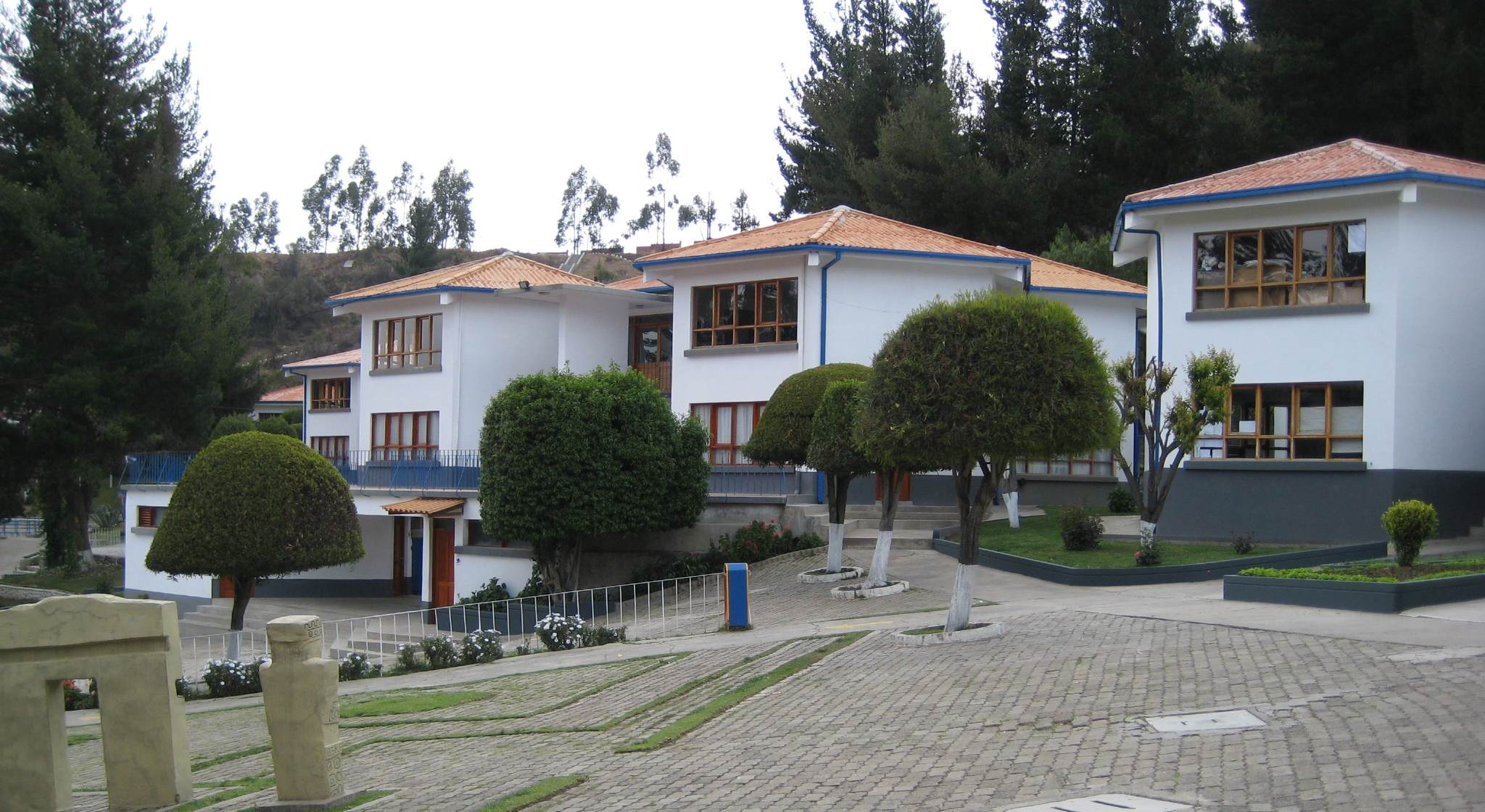
Lycée franco-bolivien Alcide-d'Orbigny, La Paz, Bolivie.
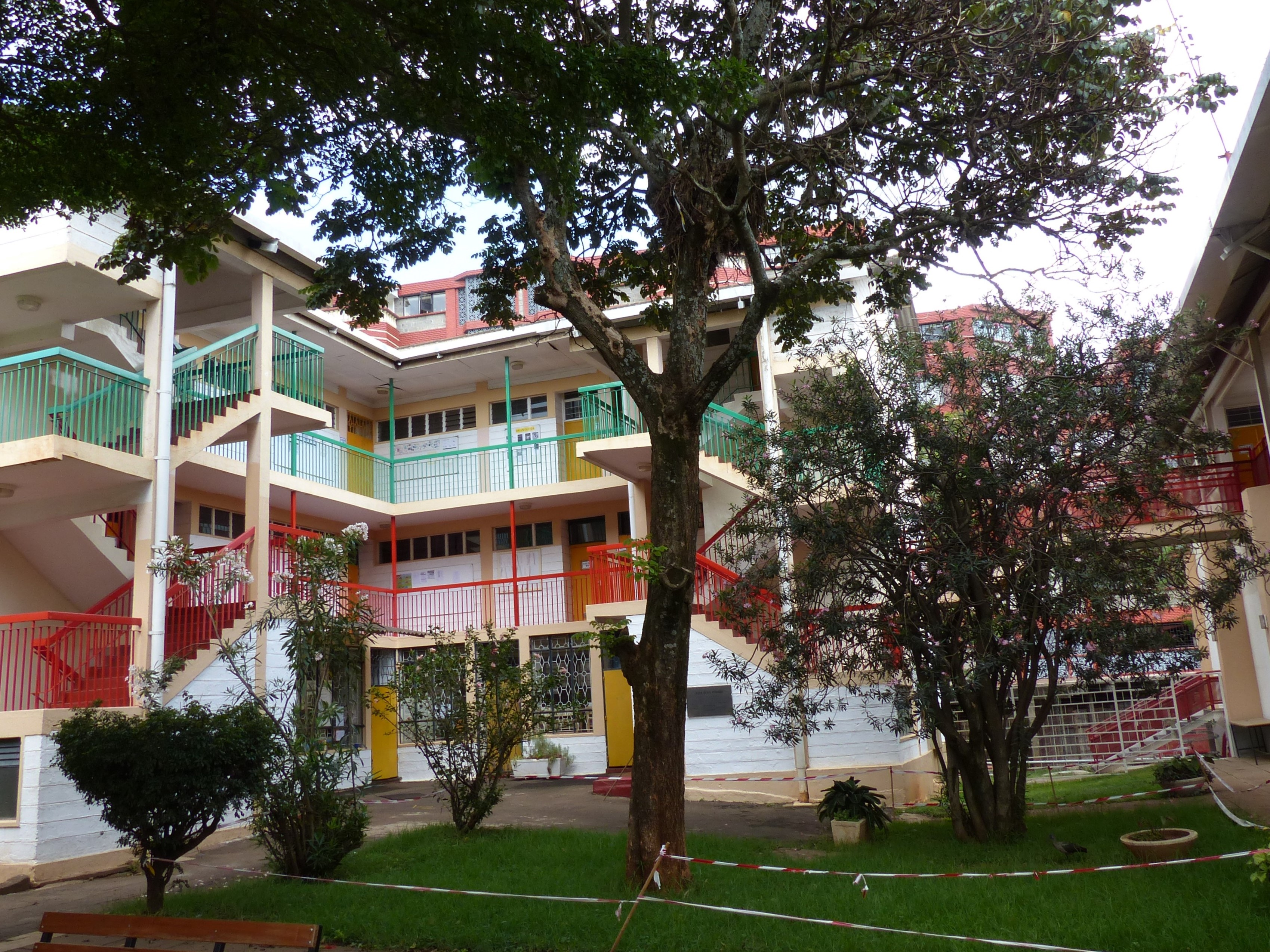
Lycée Denis-Diderot de Nairobi, Kenya.
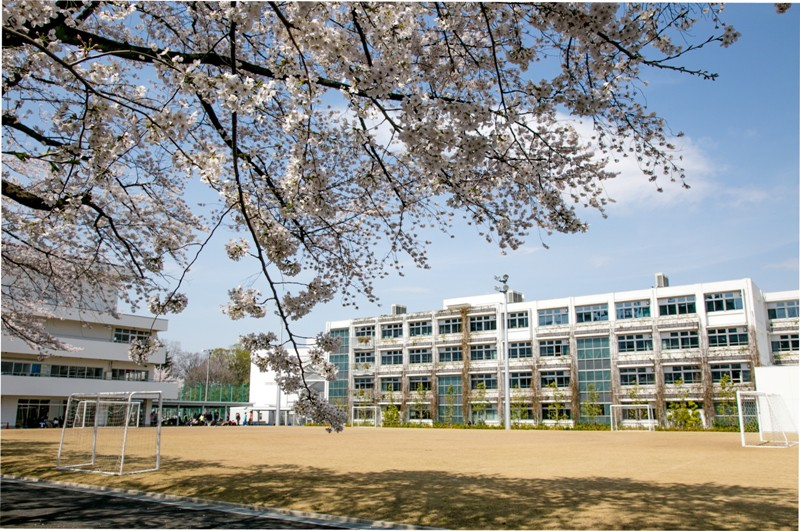
Lycée français international de Tokyo, Japon.